# Mercedes-Benz
Mercedes-Benz ([mɛʁˈtseːdəs ˈbɛnts] или [-dɛs-]; рус. Мерсе́дес-Бенц) — немецкая торговая марка и одноимённая компания — производитель легковых автомобилей премиального класса, грузовых автомобилей, автобусов и других транспортных средств, входящая в состав концерна «Mercedes-Benz Group». Является одним из самых узнаваемых автомобильных брендов во всём мире. Штаб-квартира Mercedes-Benz находится в Штутгарте, Баден-Вюртемберг, Германия.
Наименование торговой марки утверждено в 1926 году после слияния двух конкурирующих фирм, Benz & Cie. (основана Карлом Бенцем) и Daimler-Motoren-Gesellschaft (основана Готлибом Даймлером), в единый концерн — Daimler-Benz. Название бренда образовано от двух наиболее значимых автомобилей объединённых компаний — Mercedes 1901 года и Benz Patent-Motorwagen 1886 года.
В 2018 году бренд Mercedes-Benz оценивался в 48,601 млрд долларов, удерживая второе место (после Toyota) среди компаний-производителей автомобилей и восьмое место среди всех брендов мира. По оценке BrandZ, в 2018 году марка входила в список Top 100 Most Valuable Global Brands, где занимала 46 место среди наиболее дорогих брендов со стоимостью в 25,684 млрд долларов. В 2019 году бренд Mercedes-Benz оценивался в 60,355 млрд долларов, тем самым занимая первое место в рейтинге компаний-производителей автомобилей.
В январе 2023 года бренд Mercedes-Benz по оценке Brand Finance среди автобрендов занял второе место, оцениваясь в 58,8 млрд долларов, уступив первое место бренду Tesla.
В феврале 2024 года бренд Mercedes-Benz занял первое место среди всех автомобильных брендов. Аналитики Brand Finance оценили бренд Mercedes-Benz в $59,4 млрд, в общем списке всех брендов мира Mercedes-Benz занял 17-е место.

## История
История марки Mercedes-Benz слагается из историй двух известных немецких автомобильных компаний — Benz & Cie. (основана Карлом Бенцем в 1883 году) и Daimler-Motoren-Gesellschaft (основана Готлибом Даймлером в 1890 году). Обе компании развивались самостоятельно до 1926 года, когда они объединились в единый концерн Daimler-Benz, впоследствии переименованный в Daimler AG.

### Benz & Cie.

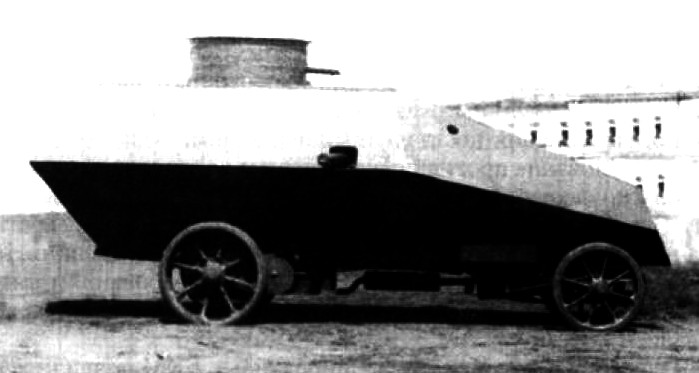
Бронедрезина «Бенц». 1912 год.

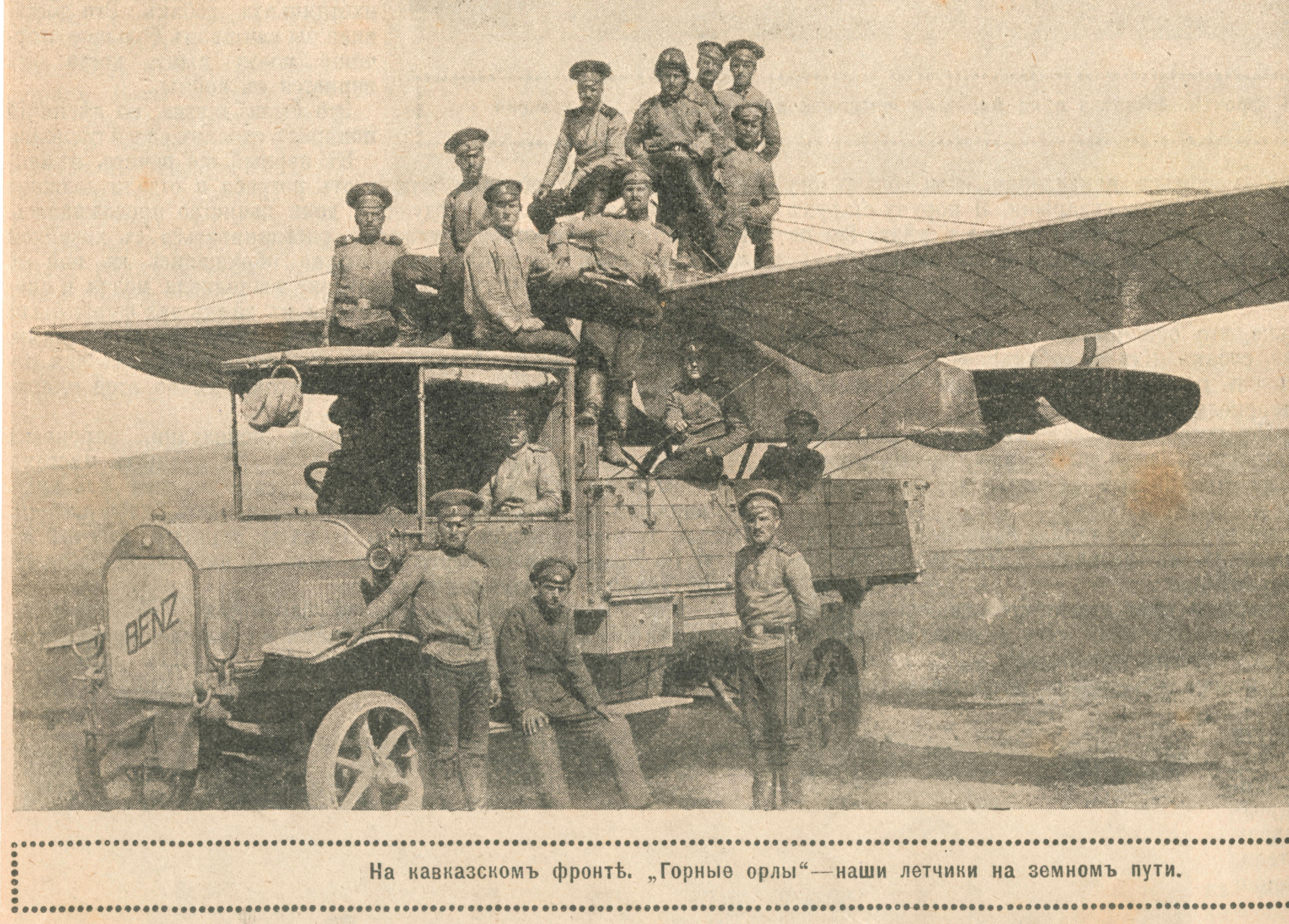
Крылатый «Бенц» русских автовойск, аэроплан в кузове грузовика на Кавказском фронте Первой мировой, 1916 год.

1 октября 1883 Карл Бенц основал компанию «Бенц и Ко. Райнише Газмоторен-Фабрик, Манхайм» (Benz & Cie.) в форме открытого торгового общества вместе с бизнесменом Максом Каспаром Розе и коммерсантом Фридрихом Вильгельмом Эсслингером. В 1886 году предприятием была создана первая трёхколёсная самоходная повозка с бензиновым двигателем, которая является первым в мире автомобилем. В этом же году 29 января её создатель — Карл Бенц — получил патент DRP No. 37435 на это изобретение. Впоследствии трёхколёсный автомобиль был запущен в серийное производство. В этом же году Готтлиб Даймлер совместно с Вильгеммом Майбахом сконструировали и представили публике первый в мире мотоцикл Daimler Reitwagen.
В 1893 году Карл Бенц получил патент DRP No. 73515 для двойного стержня управления и инициировал выпуск четырёхколёсных автомобилей «Виктория» с двигателем мощностью 3 л. с., скорость которых составляла 17-20 км/ч. За первый год было продано 45 таких автомобилей. В 1894 году компания начала выпуск автомобилей модели «Velo», которые участвовали в первых автомобильных гонках Париж — Руан. В 1895 году был создан первый грузовик, а также первые в истории автобусы.
Через год, в 1896 году, фирма Benz & Cie. разработала первый оппозитный двигатель, который Бенц назвал «contra engine», поскольку цилиндры в нём были установлены напротив друг друга. В этом же году фирма Benz & Cie. разрабатывает первый автобус с бензиновым двигателем внутреннего сгорания по заказу Netphener Omnibusgesellschaft. Он вмещает до 8 пассажиров, оснащён двигателем мощностью 5 л.с. и курсирует между городами Зиген и Нетфен в Германии.
В 1901 году, вскоре после выпуска Даймлером новой модели «Mercedes 35 PS», становится понятно, насколько фирма отстаёт от прогресса. С целью улучшения положения акционеры приглашают в компанию французского инженера Мариуса Барбару. Из-за технических разногласий Карл Бенц покинул собственную компанию. Вскоре стало ясно, что французский конструктор не оправдывает возложенных на него надежд. Следуя логике, что немецкие автомобили должны делаться немцами, в фирму на должность главного инженера приглашён Фриц Эрле. Эта идея также оказалось неудачной. Только с приходом в компанию талантливого инженера Ганса Нибеля дела постепенно начали идти в гору. В 1909 году, создав целый ряд успешных легковых автомобилей, фирма построила самый известный гоночный автомобиль того времени «Блитцен Бенц» с двигателем мощностью в 200 лошадиных сил и рабочим объёмом 21 594 см³.
В послевоенные годы было создано множество новых моделей, большинство из которых с успехом выпускались до середины двадцатых годов. Всего с момента начала производства в 1886 году и до объединения с «Даймлер-Моторен-Гезелльшафт» в 1926 году, фирма «Бенц и Ко.» произвела 47 555 транспортных средств, включая легковые автомобили, грузовики и омнибусы.

### Daimler-Motoren-Gesellschaft
В декабре 1883 года Готлиб Даймлер защитил собственный «газовый двигатель с зажиганием от горячей трубки» патентом DRP No. 28022. Также он получил патент DRP No. 28243 на систему «регулирования оборотов двигателя с помощью выпускного клапана». Эти два патента послужили основой для первого быстроходного двигателя внутреннего сгорания. 29 августа 1885 года Готлиб зарегистрировал первый в мире мотоцикл с двигателем внутреннего сгорания, Daimler Reitwagen («верховая повозка») с «газовым или бензиновым двигателем», получив патент DRP No. 36423. В 1889 году он представил новый двухцилиндровый V-образный двигатель, развивающий мощность в 1,5 л. с. при 600 об/мин. Через год, весной 1890 года, Вильгельм Майбах сконструировал первый 4-цилиндровый, четырёхтактный двигатель. Автомобиль, оснащённый данным силовым агрегатом, обладал весом в 153 кг и развивал мощность в 5 л. с. при 620 оборотах в минуту.
28 ноября 1890 года Готлиб Даймлер совместно со своими партнёрами, Вильгельмом Майбахом и Максом Дуттенхофером (нем. Max Duttenhofer), основали компанию «Даймлер-Моторен-Гезелльшафт» в районе Бад-Канштат (Штутгарт), решив выпускать четырёхколёсный автомобиль, созданный ими четырьмя годами ранее. 18 марта 1895 года компания Daimler-Motoren-Gesellschaft доставила в Кронштадт первый в мире грузовик. Он был оснащен двухцилиндровым двигателем, мощностью 4 л. с. Через два года летом DMG представило «Phönix» — первый тип автомобилей с двигателями в передней части.
После ряда не очень удачных попыток, которые всё же нашли своих восторженных покупателей, конструктору В. Майбаху в 1901 году удалось создать успешный образец — Mercedes 35 PS. По настоянию консула Австро-Венгерской империи в Ницце и по совместительству главы представительства «Даймлер» во Франции Эмиля Еллинека новый автомобиль назван в честь Девы Марии Милосердной (фр. Maria de las Mercedes, от лат. merces — «дары»), в честь которой также названы все его дети, в числе которых небезызвестная дочь консула Мерседес, и имущество (яхты, дома, отель и казино).
Первый «Мерседес-35PS» обладал четырёхцилиндровым двигателем рабочим объёмом 5913 см³, классическим расположением основных агрегатов и стильной (по тем временам) внешностью. Через год свет увидел более совершенную конструкцию под названием «Мерседес-Симплекс». Кроме того, расширился модельный ряд. Самые известные представители этой серии именовались как «Mercedes-40/45PS» и «Mercedes-65PS», и оснащались двигателями рабочим объёмом в 6785 см³ и 9235 см³ соответственно, позволявшие развивать скорость до 90 км/ч.
До Первой мировой войны компания «Даймлер-Моторен-Гезелльшафт» успела выпустить широкий модельный ряд собственных автомобилей с различными двигателями (от 1568 см³ до 9575 см³), рассчитанных на широкий круг потребителей, включавший роскошные, практически бесшумные автомобили, оснащённые двигателями с бесклапанным газораспределением, произведённые по патенту американской компании «Найт».
Сразу же после войны Пауль Даймлер, сын Готлиба Даймлера, начал проводить эксперименты с компрессором, позволяющим в полтора раза повысить мощность двигателя. Занявший должность главного инженера в 1923 году Фердинанд Порше довёл эксперименты до логического завершения, создав в 1924 году один из самых выдающихся автомобилей мира — «Mercedes-24/100/140PS» с новым шасси и шестицилиндровым компрессорным двигателем рабочим объёмом 6240 см³, развивающим мощность в 100—140 лошадиных сил.
К 1926 году компания «Даймлер-Моторен-Гезелльшафт» произвела на всех своих заводах в общей сложности 147 961 автомобиль, причём максимальная производительность была достигнута в 1918 году.

### Объединение конкурентов

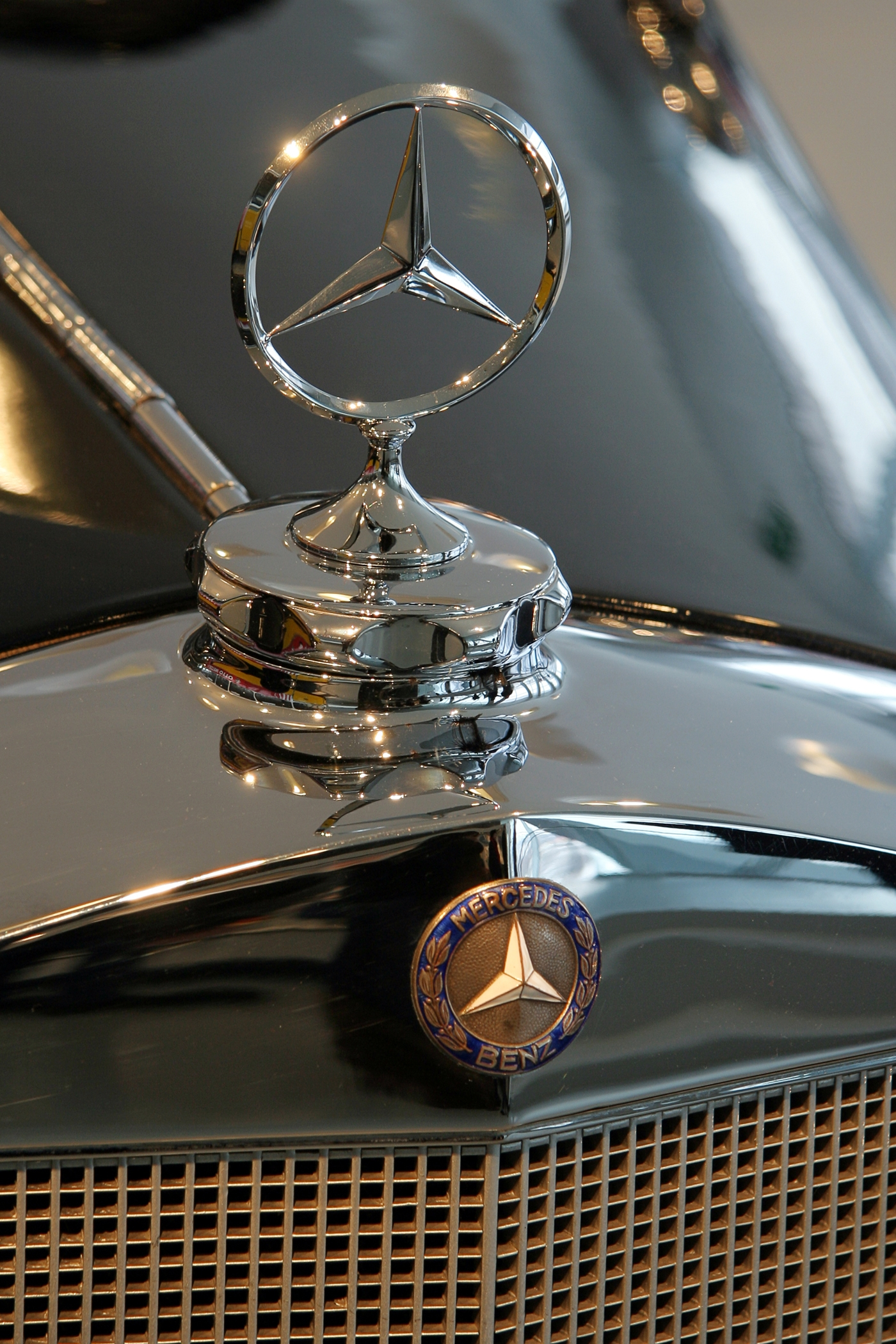
Трёхлучевая звезда Мерседес-Бенц на крышке радиатора

Первая мировая война, обрушение курса валюты, а также проникновение на внутренний рынок Германии зарубежных производителей, таких как Ford Motor Company, привели к серьёзному структурному кризису в немецкой автомобильной промышленности. 28 июня 1926 года две конкурирующие фирмы решили объединиться, образовав новый концерн Daimler-Benz, который смог эффективно использовать опыт и знания конструкторов обеих компаний. Руководителем нового предприятия был назначен Фердинанд Порше. Он полностью обновил производственную программу, взяв за основу последние модели Daimler-Motoren-Gesellschaft, выпускавшиеся теперь под маркой Mercedes-Benz. Первой новой разработкой Порше в 1926 году стала компрессорная серия, включавшая модель Mercedes 24/100/140 PS с шестицилиндровым мотором рабочим объёмом 6240 см³. За большую мощность и скорость (до 145 км/ч) её прозвали «смертельной ловушкой». Она стала базовой для более известной серии S, состоявшей из моделей S (Sport), SS (Supersport), SSK (Supersport Kurz — «суперспорт короткий») и SSKL (Supersport Kurz leicht — «суперспорт короткий лёгкий»).
В 1928 году Порше покинул Daimler-Benz, а его место занял Ганс Нибель (нем. Hans Nibel). Под его руководством выпускались легковые автомобили Mannheim 370 с шестицилиндровым мотором рабочим объёмом 3,7 л. и Nürburg 500 с восьмицилиндровым 4,9-литровым агрегатом, базировавшимися на последних разработках Порше.
В 1930 году появился «Большой Мерседес» (нем. Großer Mercedes) или Mercedes-Benz 770 (W07) с восьмицилиндровым 200-сильным двигателем, рабочим объёмом в 7655 см³ с нагнетателем. В 1931 году фирма дебютировала в секторе малолитражных автомобилей, где её представлял весьма успешный Mercedes 170 с шестицилиндровым мотором, рабочим объёмом в 1692 см³ и независимой подвеской передних колёс.
В 1933 году появились легковой Mercedes-Benz 200 и спортивный Mercedes-Benz 380 с 2,0- и 3,8-литровыми моторами. Последний из них был оснащён нагнетателем и имел мощность в 140 лошадиных сил. На базе спортивной модели в 1934 году создали Mercedes-Benz 500K с 5-литровым двигателем, ставший через два года основой для более известного большого компрессорного автомобиля Mercedes-Benz 540K. В 1934—1936 годах фирма выпустила лёгкий Mercedes-Benz 130 с четырёхцилиндровым 26-сильным двигателем заднего расположения, рабочим объёмом всего 1308 см³, за которым последовали родстер 150 и седан 170H.
Под техническим руководством главного конструктора Макса Зайлера, сменившего Нибеля в 1935 году, созданы популярная недорогая модель 170V с четырёхцилиндровым мотором рабочим объёмом 1697 см³, первый в мире серийный легковой автомобиль с дизельным двигателем Mercedes-Benz 260 D (1936 год), а также новый «Большой» Mercedes-Benz 770 (W150) (1938 год) с рамой из балок овального сечения и задней пружинной подвеской, служивший нацистским лидерам.

### Вторая мировая война
Во время Второй мировой войны концерн Daimler-Benz выпускал как грузовики, так и легковые автомобили различных классов. Однако двухнедельная воздушная бомбардировка англо-американскими ВВС в сентябре 1944 года превратили Daimler-Benz Aktiengesellschaft в руины. Разрушение крупного концерна оценивались по-разному: главный цех в Штутгарте был разрушен на 70 %, двигательный и кузовной цеха в Зинделфингене — 85 %, цех грузовиков в Гаггенау был полностью уничтожен. Бывшей фабрике Benz & Cie. в Маннгейме повезло больше всех — всего 20 % разрушения, а завод дизельных двигателей Berlin-Marienfelde, приобретённый в 1902, полностью сравняли с землёй. Когда оценки разрушения были готовы к январю 1945 года, совет директоров постановил, что «Daimler-Benz физически больше не существует».

### Послевоенный период
На послевоенное восстановление разрушенных заводов потребовалось время, поэтому автомобильное производство было начато только в июне 1946 года. Для разработки новых автомобилей не было ни технической базы, ни средств, поэтому первым послевоенным автомобилем стал седан W136 — «170V». Хотя конструкция была разработана ещё в середине 1930-х годов, малолитражный автомобиль с мотором всего 38 лошадиных сил стал началом новой истории марки. Уже с мая 1949 года была проведена крупная модернизация. Рабочий объём двигателя увеличен на 70 см³, (соответственно мощность выросла до 52 л. с.; модель «170S»), появились варианты в кузовах кабриолет и универсал (т. н. кабриолеты «А» и «B») и главное — модели с дизельными двигателями «170D».
К началу 1950-х годов концерн Daimler-Benz строил крупные планы на будущее, однако запуск нового поколения автомобилей требовал дальнейшего развития производственной базы. Поэтому в начале 1950-х годов, несмотря на появление новой роскошной серии «300», продолжался выпуск моделей с морально устаревшей конструкцией. Продолжалась постоянная модернизация и запуск новых моделей. Так в январе 1952 года появилась модель с увеличенным кузовом, которая получила номер W191. Но ещё до этого, в марте 1951 года, на автомобиль поставили шестицилиндровый двигатель с мощностью 80 л. с. вместо 4-х цилиндрового. Вместе с новым дизайном экстерьера (например, расположение передних фонарей в крылья) автомобиль W187 получил новое имя «220» и занял средний сегмент между «170»-ми и «300»-ми. Он предлагался в трёх кузовах (седан и кабриолеты «А» и «B»).
Всего за девять лет (выпуск завершился в сентябре 1955 года) построено соответственно 151 042 и 18 514 автомобилей «170» и «220». Благодаря им компания смогла создать прочный фундамент, на котором она станет ведущим автомобильным производителем в Западной Европе.
|                  |  |                  |  |                  |  |
| W136 (1936—1939) |  | W136 (1946—1953) |  | W191 (1949—1955) |  |

### «Аденауэры»

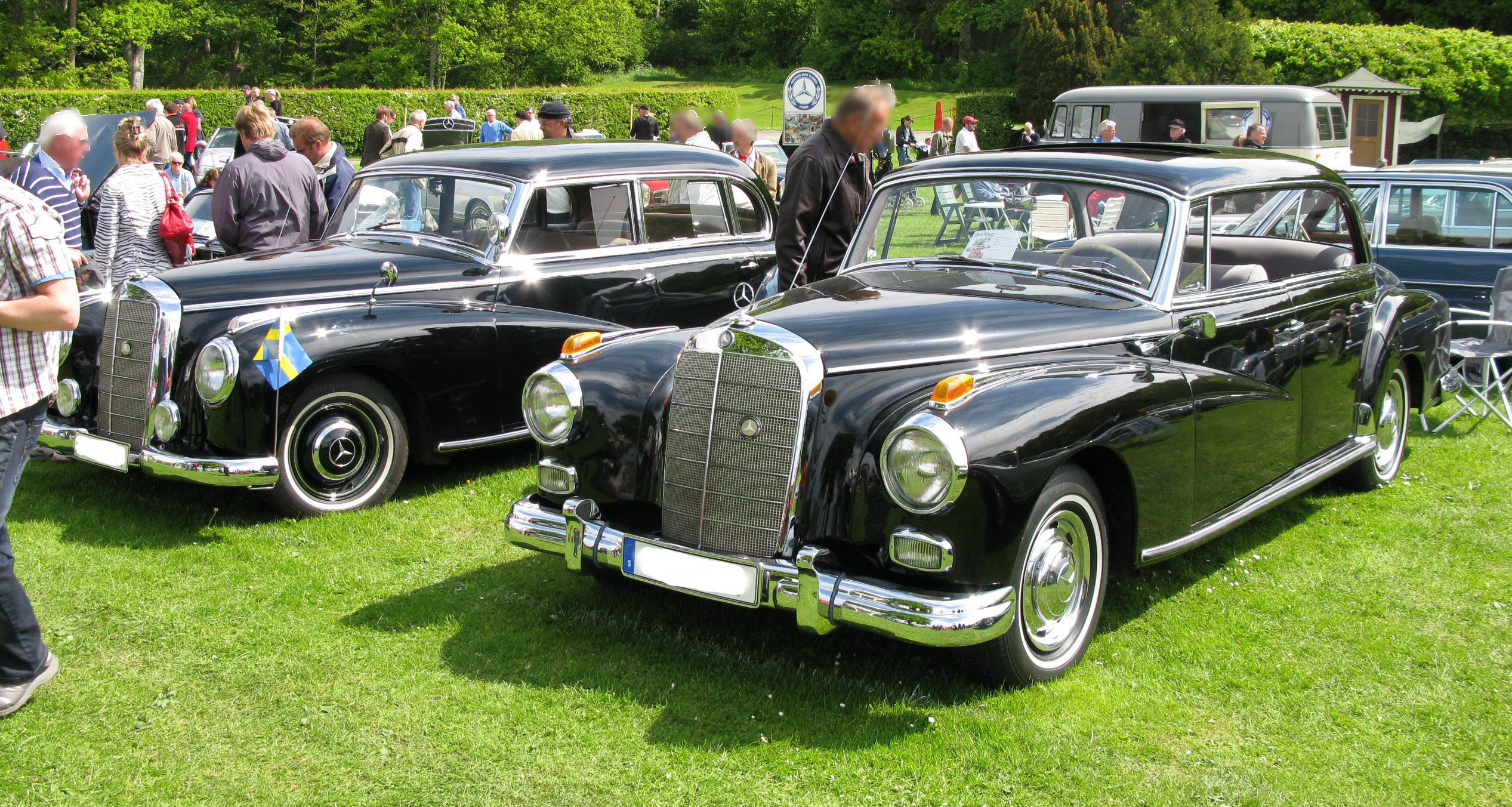
Флагманские автомобили W186 (слева) и его преемник W189 (справа) собирались вручную c 1951 по 1961 года. Устаревшая конструкция не помешала вернуть марке её довоенное величие

После успешного восстановления заводов и производства своих малолитражных автомобилей, к концу 1940-х годов компания вновь приступила к восстановлению своего довоенного бренда как производителя роскошных автомобилей. Учитывая современные прорывы в моде автомобилестроения, в ноябре 1951 года на Парижском автосалоне появился новый представительский лимузин W186 «300». Автомобиль, хоть и был построен в классической компоновке (отдельная рама и кузов), однако оснащался мощным 6-цилиндровым двигателем рабочим объёмом в 2996 см³ с верхним распределительным валом.
Новая модель производилась в двух кузовах — седан и четырёхдверный кабриолет «D» и имела огромный успех среди крупных бизнесменов, знаменитостей и политиков. Именно последняя категория и дала автомобилю неофициальное название в честь первого федерального канцлера ФРГ, Конрада Аденауэра, который имел личный автомобиль и высоко его оценил. Так как сборка автомобиля проводилась вручную, интерьеры делались под покупателей и оснащались радио, телефоном и многими другими новшествами.
Ручная сборка автомобилей позволяла проводить непрерывные модернизации, поэтому в конце 1954 года появилась серия W186 «300b», которая получила новые тормозные барабаны и передние форточки. Год спустя её заменила «300с», оснащённая автоматической коробкой передач фирмы Borg-Warner. Но самый большой шаг вперёд был сделан в середине 1950-х годов, когда фирмой Bosch было сделано изобретение системы впрыска топлива. Ей с 1955 года оснащали серию W188 «300Sc».
В январе 1952 года появилась ещё одна серия представительского класса W188 — «300S», которая выпускалась в нескольких кузовных модификациях: купе, кабриолет «А» и двухместный родстер. Степень сжатия двигателя увеличена до 7,8:1, а мощность составила 150 л. с. Если сборка больших «аденауэров» шла относительно быстро (около тысячи в год, учитывая совокупные возможности заводов марки), то средний выпуск автомобилей «300S» был не более ста штук в год.
Однако, если спрос на крупные «аденауэры» продолжался, то выпуск малосерийных «300S» стал непрактичным после появления родстеров SL и аналогичных двухдверных понтонных моделей в середине 1950-х годов (см. ниже). Дальнейшая сборка морально устаревших автомобилей оказалась для фирмы большим бременем, поэтому в 1958 году выпуск всех трёх кузовов W188 был прекращён после выпуска всего лишь 760 автомобилей.
Что же касается флагманских седанов и кабриолетов «D», то в августе 1957 года была проведена основательная модернизация автомобиля, который стал именоваться как W189 — «300D». Главное внешнее отличие было в хвостовой части кузова, которая приобрела форму понтонного седана. Аналогично изменила форму и задняя часть крыши с увеличенным хвостовым стеклом. Боковое остекление также получило очень удобную для летнего времени возможность убрать центральную стойку. Для успешного проникновения на рынок США автомобили оснащали кондиционерами и гидроусилителями руля, а шины окрашивали в белый цвет. Двигатель нового «аденауэра» оснастили системой впрыска топлива, благодаря чему его мощность равнялась 180 л. с., а максимальная скорость тяжёлого автомобиля достигала 165 км/ч.
Сборка «аденауэров» продолжалась до марта 1962 года. Всего за время производства было собрано 8288 автомобилей серии W186 и 3142 серии W189. Благодаря этому модельному ряду бренд Mercedes-Benz полностью восстановил свою довоенную репутацию производителя роскошных автомобилей.
|                        |  |                  |  |                     |  |                          |  |                   |
| Кабриолет D W186 «300» |  | Купе W188 «300S» |  | Родстер W188 «300S» |  | Кабриолет А W188 «300Sс» |  | Седан W189 «300d» |

### Понтоны
В начале 1950-х годов у компании наконец появились ресурсы и персонал, которые могли реализовать задуманные изменения. Как уже отмечалось, модели «170» и «200», к началу 1950-х уже полностью устарели, а «300»-е могла себе позволить лишь элита того времени. Марке требовалась унифицированная серия автомобилей, которая была бы современной, надёжной, но при этом относительно недорогой и простой в обслуживании.
Выход был очевиден — кузов типа монокок, но тут Mercedes-Benz сохранил классические линии колёсных арок и тем самым ввёл в автомобильную терминологию дизайн понтонного кузова. Таким был новый автомобиль W120 «180», впервые показанный в июле 1953 года. Выпуск продолжался вплоть до начала 1960-х годов, на протяжении которого было разработано множество моделей и модернизаций. Так, в феврале 1954 года появился дизельный вариант «180D», а в марте 1956 — более мощный и комфортабельный W121 «190», к которому также появилась дизельная модификация «190D» в августе 1958 года. Но самой значимой моделью был спортивный родстер «190SL», построенный на общем с W121 кузове, несмотря на существенные внешние отличия (см. описание ниже).
Первые шестицилиндровые, т. н. «крупные понтоны» появились в июне 1954 года с моделью W180 «220a», на который устанавливали двигатель мощностью в 89 л. с. Как и свои младшие братья, автомобили перенесли целый ряд модификаций. С марта 1956 года появилась аналогичная «190»-му флагманская серия «220S», которая выпускалась, помимо седана, в кузовах двухдверного купе и кабриолета с мощностью двигателя в 105 л. с. Старые модели «220а» теперь стали именоваться как «219» под новым номером кузова W105. В октябре 1958 года были представлены модели, оснащённые системой впрыска топлива, и носившие кодовое наименование «220SE» (Е — Einspritzmotor) для седанов, купе и кабриолетов, которые теперь стали именоваться как W128.
Выпуск крупных понтонов 220-й серии продолжался до сентября 1959 года (в кузове седан) и ноября 1960 года (купе и кабриолеты). Всего было собрано, соответственно, 111 035 и 5371 таких автомобилей. Младшие понтоны выпускались дольше — до октября 1962 года. Производство составило 442 963 седанов W120 и W121, а также 25 881 родстеров «190SL». Итого 585 250 автомобилей — масштаб, который позволил прославить марку на весь мир. Только официально автомобили экспортировались в 136 стран. За время выпуска была создана прочная база для производства будущих моделей, и уже в 1960 году по анализу концерна Daimler-Benz сборка одного автомобиля в Зиндельфингене занимала всего 25 часов. Но автомобильный мир в конце 1950 — начале 1960-х годов переживал бурные изменения, и, чтобы сохранять конкурентоспособность в неравном бою с американскими производителями, требовались новые поколения автомобилей.
|                      |  |                      |  |                      |  |                       |  |                        |
| 180 W180 (1953—1961) |  | 190 W190 (1956—1961) |  | 219 W105 (1956—1959) |  | 220S W180 (1953—1959) |  | 220SE W128 (1958—1961) |

### SL (Super Leicht)
Одновременно с производством легковых автомобилей фирма уделяла немало внимания восстановлению гоночной репутации. Целое бюро занималось созданием лёгких аэродинамических кузовов. Особым успехом стал автомобиль Mercedes-Benz W196, на котором аргентинский гонщик Хуан-Мануэль Фанхио выиграл чемпионаты Формулы 1 в 1954 и 1955 годах (см. команда Мерседес в формуле 1). Сам автомобиль построен на основе опыта бывших конструкторов авиадвигателей истребителя Messerschmitt Bf.109 и имел систему впрыска топлива и десмодромный привод клапанов.
В 1955 году улучшенная версия автомобиля — Mercedes-Benz W196S (300SLR) под номером 722, за рулём которой сидел знаменитый английский гонщик Стирлинг Мосс, установила не побитый по сей день рекорд гонки Милле Милья. Несмотря на трагический исход гонки 24 часа Ле-Мана, в которой погибли Пьер Левег и 82 зрителя, команда Mercedes-Benz выиграла чемпионат мира в 1955 году. Однако после этого марка ушла из гоночного мира на многие годы.
Но успех не мог остаться без последствий. Ещё в 1952 году появилась гоночная модель Mercedes-Benz W194, предшественница SLR, которая смогла финишировать на втором и четвёртом местах в Милле Милья этого же года, а также участвовала в гонках Carrera Panamericana и Targa Florio. Кузов автомобиля состоял из трубчатой рамы, покрытой листами, сделанными из лёгкого запатентованного алюминиевого сплава и имел облегчённый и переделанный вариант шестицилиндрового двигателя от «аденауэра». Самыми интересными элементами конструкции выступали форма кабины и дверей, которые, для обеспечения прочности и уменьшения веса, открывались вверх. Они и дали автомобилю прозвище «крыло чайки».
В 1953 году бизнесмен Макс Хоффман предложил фирме Mercedes-Benz создать дорожную версию W194 для развивающегося американского рынка. Результатом стал Mercedes-Benz W198 (300SL). С момента премьеры в 1954 году его футуристические черты и необычные двери гарантировали модели полный успех. Элита США, куда поставлялись более 80 % всех автомобилей, раскупала их на аукционах. Изначально на автомобили устанавливался двигатель с системой из трёх карбюраторов типа Weber, развивавший мощность в 115 л. с., однако вскоре компания заменила их на систему впрыска топлива фирмы Bosch, что повысило мощность до 215 л. с. и позволило увеличить максимальную скорость до 250 км/ч.
Успех автомобиля 300SL шокировал саму фирму. Однако при всех его плюсах сложная конструкция и долгая сборка делали его стоимость недоступной для старого света. Чувствуя потенциал открывшегося для марки рынка, инженеры Mercedes-Benz сразу принялись разрабатывать массовую модель на базе стандартного «понтона» Mercedes-Benz 190 (W121). При этом автомобиль сохранил многое от 300SL — независимую переднюю подвеску и заднюю подвеску с качающимися полуосями. В апреле 1954 года состоялась премьера «младшего брата» 190SL. Автомобиль выпускался как родстер, либо со съёмной жёсткой крышей, либо со складывающейся брезентовой. Цена на него была почти в два раза меньше, чем у 300SL. Автомобиль оказался очень успешным, особенно среди женщин.
В 1957 году 300SL подвергся крупной модернизации, в ходе которой он лишился своей уникальной конструкции дверей-крыльев. Причин этому было несколько: во-первых, автомобиль был скорее гоночным, нежели класса Гран-Туризмо, в который он неожиданно перешёл. Следовательно, в плане удобства имел большие недостатки, такие как отсутствие багажника, слабую вентиляцию (только за счёт задних треугольных форточек, которые могли приоткрыться) и вход и выход пассажиров в салон, который был очень неудобен, особенно для женщин. Ещё одной причиной стала высокая смертность в авариях, вследствие того, что пассажирам трудно выбраться из автомобиля, особенно при его перевороте. Поэтому в 1957 году появился новый 300SL, который превратился в родстер, аналогично 190SL и выпускался как с брезентовой, так и со съёмной жёсткой крышей. При этом автомобиль получил новую, более комфортабельную заднюю подвеску, дисковые тормоза (с 1961 года) и, впервые для Mercedes-Benz, на него поставили новый тип вертикальных фар, которые вскоре станут характерной чертой всех последующих моделей марки вплоть до начала 1970-х годов.
В 1963 году завершился выпуск обоих автомобилей. Всего было выпущено 1400 автомобилей 300SL первого поколения и 1858 второго. «Понтонных» 190SL построено 25 881. Оба автомобиля открыли для марки совершенно новый класс машин, которые отныне имели окончание SL — Sport Leicht — спортивно-лёгкий.
|                        |  |                        |  |                        |
| 300SL W198 (1954—1957) |  | 190SL R121 (1955—1963) |  | 300SL W198 (1957—1963) |

### Плавники
В 1950-х годах Западная Европа выходила из разрухи и бедности — последствий Второй мировой войны. В сентябре 1956 года, когда Понтоны только ещё начали выпускаться, руководство Daimler-Benz занялось разработкой нового поколения автомобилей. Главные требования были выше, чем когда-либо: безопасность и удобство пассажиров внутри, снаружи машина должна была иметь форму автомобилей итальянского стиля, переднюю же часть унаследовать от классических традиций Mercedes-Benz. Разработка началась в 1957 году, в период, когда бесспорным лидером автомобильной промышленности была Америка. Американский внешний дизайн автомобиля переживал революцию, которая была вызвана эпохой реактивного воздушного и космического полёта (отсюда характерные «крылья», которые украшали заднюю часть кузова). В последний момент ведущий инженер-дизайнер компании добавил эту деталь в новую конструкцию разрабатываемого автомобиля. Хотя сами крылья были намного меньше и скромнее, чем их американские собратья, их форма дала характерное прозвище всему поколению автомобилей — «Heckflosse» или «плавники».

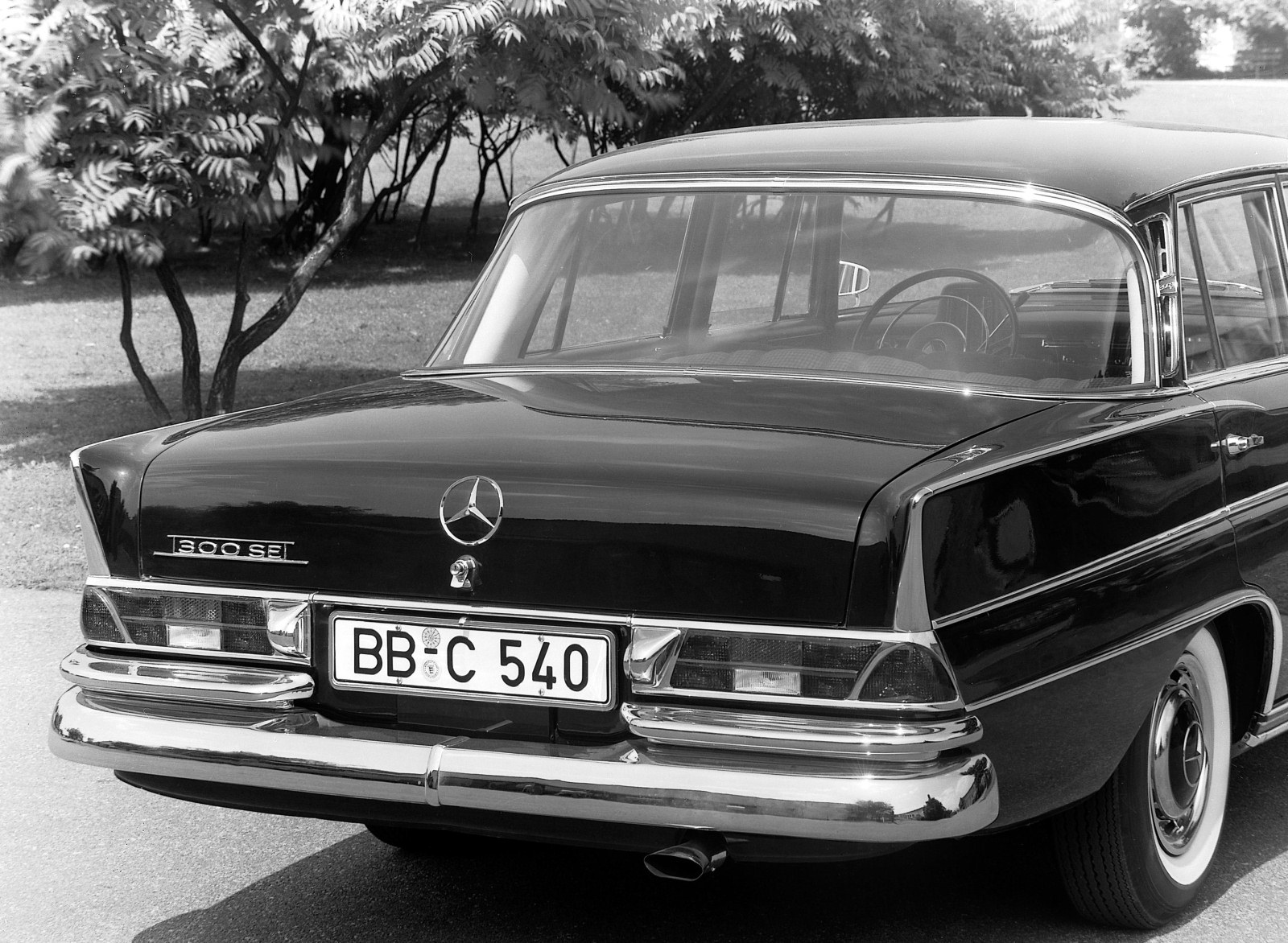
В конце 1950-х начале 1960-х американская мода автомобильного дизайна диктовала свой стиль «крыльев», и Mercedes-Benz W112 «300SE» не стал исключением, но более консервативный немецкий подход превратил их в небольшие, элегантные «плавники», которыми неофициально и назывались автомобили целого поколения

Производство новой модели стартовало в начале 1959 года. Осенью на Франкфуртском автосалоне автомобиль W111 был представлен широкой публике. Несмотря на то, что шасси было одинаковое с понтонами, внешне «плавник» выглядел совершенно иначе, имея элегантный кузов, вертикальный блок фар, и конечно же, сами плавники. Помимо этого, Mercedes-Benz опередил весь мир, запатентовав передние и задние зоны деформации, которые поглощают кинетическую энергию столкновения, и ремни безопасности. Внутри салон был намного просторнее, и при этом вся панель приборов и даже руль были обшиты мягким материалом. Площадь остекления выросла на 35 %, тем самым улучшив обзор водителю и пассажирам. Комфортабельность также улучшила независимая задняя подвеска.
W111 заменил седаны W128 и W180, с моделями «220b», «220Sb» и «220SEb» (b — никогда внешне не упоминалась, но была введена, чтобы не спутать с ранними моделями). Модели различались, помимо разных мощностей двигателя (от 95 до 120 л. с.), своей компоновкой, и «220SE» считалась неким флагманом линейки. Выпуск продолжался до лета 1965 года, когда появился преемник W108 (см. ниже). Однако за счёт своей популярности выпуск модели «220S» продолжился, автомобиль получил увеличенный диаметр цилиндров (мощность возросла на 20 л. с.) и пневматическую, самовыравнивающуюся заднюю ось. Из-за более крупного объёма двигателя автомобиль был переименован в «230S», и его выпуск продолжался до января 1968 года. Всего было выпущено 337 803 автомобиля такого типа.
Вслед за W111 началась разработка замены остальным понтонным автомобилям, в частности двухдверным купе и кабриолетам. При разработке внешнего вида Mercedes-Benz попробовал придать автомобилю более спортивный характер с аналогичным передним и задним оформлением от будущего SL «Пагода» (см. ниже), однако лишь задняя часть оформления дошла до купе и кабриолета, за счёт чего их «плавники» лишились хромированного подчёркивания. В марте 1961 года бесстоечные двухдверные автомобили «220SEb» произвели фурор на Женевском автосалоне.
Одновременно с работой по замене понтонных двухдверных 220-х на плавниковые шли работы по созданию массовой бюджетной версии плавников, которая бы заменила четырёхцилиндровые седаны W120 и W121. Летом 1961 года появился автомобиль W110 в двух моделях: «190c» и «190Dc». Как и прежде, автомобили были почти одинаковы с W111, но имели более скромное переднее оформление (на 14,5 см короче). W110 был более экономичен, особенно дизельный «190D», который стал любимым автомобилем для многих таксистов. На базе W110-го строились универсалы, кареты скорой помощи и т. д. Интересно заметить, что за счёт одинаковой конструкции с W111, во множестве модернизаций за время выпуска, Mercedes-Benz ставил более дорогие агрегаты флагманского седана на W110, например, регулировку спинок кресел, вентиляцию, внешний хромированный декор, но главное — двигатели. В 1965 году, при запуске нового поколения двигателей, «190»-е превратились в «220» и «220D». Но главной стала модель «230», которая возникла путём установки шестицилиндрового двигателя от W111 «230S» в кузов W110. В январе 1968 года Mercedes-Benz прекратил её производство, выпустив к тому времени 628 282 автомобиля.
Последний штрих истории плавников был сделан в том же 1961 году. Mercedes-Benz завершил выпуск не только понтонов, но и высшую лигу автомобилей ручной сборки W189 «Аденауэр» «300». Работа над заменой лимузина высшего класса только началась, а завершение выпуска устаревшего рамного лимузина образовало нишу в модельном ряду. Mercedes-Benz решил проблему простейшим способом, поставив крупный трёхлитровый двигатель в обычный седан W111. Результатом стал автомобиль с намного улучшенными динамическими характеристиками. Добавив пневматическую подвеску, автоматическую коробку передач, роскошный интерьер и удвоив количество хромированной внешней отделки, Mercedes воссоздал роскошь лимузина в обычном седане. Однако, зная, что многие из высших эшелонов покупателей могут не принять данную «халтурность», Mercedes-Benz решил дальше оторвать флагманскую модель «300SE» от основной линейки, и даже выделил отдельный заводский индекс W112. А в 1963 году появилась модель с удлинённой колёсной базой «300SEL». Как и ожидалось, не все положительно отреагировали на замену автомобиля ручной сборки массовым автомобилем в комплектации люкс. Тем не менее, за короткий период его выпуска (по 1965 год) было выпущено 5202 «300SE» и 1546 «300SEL». Разбив табу преемственности, в марте 1962 года Mercedes-Benz пошёл на следующий логический шаг и поставил тот же мотор на двухдверные плавники. Такой W112 «300SE» отличался от W111 «220SE» по аналогичным признакам седанов (больше внешнего хрома, обшивка панели приборов из корня орехового дерева и т. д.).
|                      |  |                        |  |                        |  |                        |  |                      |
| 220 W111 (1959—1968) |  | 250SE W111 (1961—1971) |  | 300SE W112 (1961—1965) |  | 300SE W112 (1961—1967) |  | 190 W110 (1961—1968) |

К началу 1960-х годов мода на плавники уже успела уйти из автомобильного дизайна, но обновление автомобильного парка продолжалась, и летом 1963 года настал черёд замены спортивной серии SL. До конца 1962 года продолжался одновременно массовый выпуск четырёхцилиндровых родстеров W121 «190SL» и ручная сборка роскошных автомобилей гран туризмо W198 «300SL». Аналогично тому, как W111 и W112 объединили разные седаны 220-й и 300-й серий, новый автомобиль W113 объединил оба класса SL. Разработка автомобиля шла по тому же пути, глубокая модернизация понтонного кузова. Но при этом на ней уже стоял не четырёх-, а шестицилиндровый двигатель. Имея простой компактный кузов, независимую подвеску и конечно же, возможность снять либо жёсткую, либо брезентовую крышу, новый родстер «230SL» быстро стал популярной машиной, особенно среди женщин. Именно необычная форма крыши и дала ему прозвище «Пагода» во время его премьеры. Впоследствии автомобиль дважды модернизировался задними дисковыми тормозами и более мощными двигателями «250SL» (1967) и «280SL» (1968—71). Всего было выпущено 48 912 таких автомобилей
Следующий 1964 год наконец решил проблему с заменой Аденауэров. Как уже отмечалось, автомобиль W112 «300SE», хоть и был оснащён на порядок лучше, чем стандартные плавники, он всё-таки оставался массовым автомобилем, и был временным решением для замены W189. Настоящий преемник Аденауэра, лимузин W100 был почти 5,5 метров в длину, имел пневматическую подвеску, квадратный кузов и внутри мог быть оснащён любыми деталями комфорта, вплоть до телевизора. Но главным стал его двигатель: старый трёхлитровый уже не годился для автомобиля массой в три тонны, да и после серии W112 он уже успел опуститься из эксклюзивности в массы, и Mercedes-Benz вернул в свой ряд первый V-образный восьмицилиндровый двигатель. Мотор M100 объёмом 6,3 литра, имея 250 л. с., мог разогнать огромный автомобиль до 205 км/ч, тем самым сделав его вторым по скорости автомобилем ФРГ (после Порше 911). Модель «600» могла выпускаться, помимо стандартного лимузина, в комплектации удлинённого (на 74 см) «Пульман» или полукабриолета «Ландоле», которые закупались главами стран для парадных целей, а также Ватиканом как Папамобиль. В целом автомобиль стал настолько успешным, что его сборка продолжалась до 1981 года (было выпущено 2677 автомобилей).

### Новая эпоха
Модель «600» завершила обновление всего модельного ряда компании. Годы выпуска этих автомобилей как раз совпали с расцветом ФРГ как новой экономической силы Западной Европы, что говорит и о масштабах производства и об экспортном успехе автомобилей. К середине 1960-х Mercedes-Benz утвердился в лидерах немецкой автопромышленности. Плавниковая эпоха не завершилась с запуском 600-го, но возможность унифицировать модельный ряд позволила сэкономить огромное количество материальных и людских ресурсов.
Понтонами и SL Mercedes сумел за 10 лет превратиться из фирмы, находившейся до войны на 170-м месте по выпуску машин, в производителя лучших европейских автомобилей. Модели экспортировались во многие страны мира и закупались как знаменитостями, так и политиками. Но к концу 1950-х образ современных автомобилей, как и западного общества, резко менялся, и Mercedes-Benz стал авангардом в этой эпохе. В 1959 году пошло в серию новое семейство представительского класса W111, получившее элегантные несущие кузова с вертикальными блоками фар, огромный багажный отсек и независимую подвеску всех колёс (модели 220, 220S, 220SE, 230S, 250SE, 280SE и 280SE 3.5). Они продемонстрировали высочайший технический уровень автомобилей этой марки. Главным символом новой эпохи стал квадратный кузов, но с чётким американским влиянием в виде «плавников» на задних крыльях. У автомобиля также имелись версии купе и кабриолет. Мода на плавники также перешла на автомобили среднего класса W110. В 1961 году Mercedes-Benz выпустил роскошную версию, основанную на 111-м 300SE W112, также имевшую версии купе и кабриолета.
Но мода на плавники ушла так же быстро, как и пришла, а компания продолжала вводить новые и более роскошные модели. В 1963 году появились две новые модели. Первой стала SL «Пагода» с уникальной крышей (её средняя часть была ниже боковин). Автомобиль выпускался в трёх сериях: 230SL, 250SL и 280SL. А в конце 1963-го появился лимузин Mercedes-Benz W100 600. Автомобиль имел 6,3-литровый двигатель V8 мощностью 250 л. с., автоматическую 4-ступенчатую коробку передач и пневматическую подвеску колёс. Главное, что у автомобиля почти не было конкурентов, и не только в престиже — несмотря на огромные размеры он мог развивать максимальную скорость до 205 км/ч. Выпускались также удлинённые версии Pullman (включая шестидверные варианты) и полукабриолеты — ландоле.
|                  |  |                  |  |                  |  |                  |
| W113 (1963—1971) |  | W100 (1963—1981) |  | W108 (1965—1972) |  | W109 (1965—1972) |

На Франкфуртском автосалоне 1965 года была впервые представлена гамма моделей так называемого S-класса (W108) — самых престижных (после лимузина 600) автомобилей фирмы. В него вошли модели 250S и 250SE с 6-цилиндровыми моторами в 150 и 170 л. с., по своим техническим параметрам превосходящие конкурентов. Со временем они получили моторы в 2,8 л, а с 1968 года: 3,5- и 4,5-литровые двигатели V8. Самой мощной и комфортабельной моделью этой серии стала удлинённая W109 300SEL, включая флагман 300SEL 6.3 с 6,3-литровым двигателем от 600-го, развивавшая максимальную скорость 220 км/ч. С этого момента серия S стала символом технических достижений компании Mercedes-Benz.
В 1968 году появились новые модели среднего класса W114 и W115, отличавшиеся модельным рядом двигателей. На последних (230, 250 и 280) стояли шестицилиндровые ДВС, на первых (200, 220 и 240) — четырёхцилиндровые. Широкую популярность также получили дизельные комплектации этих моделей. Автомобиль выпускался в версии купе, универсала и удлинённого седана. Особенностью серии был тот факт, что её кузов был полностью разработан «с нуля», в отличие от предыдущих, которые в той или иной форме были позаимствованы у прежних моделей.
|                  |  |                  |  |                  |  |                  |  |                  |
| W114 (1968—1975) |  | W115 (1968—1975) |  | C115 (1968—1972) |  | V114 (1968—1975) |  | S114 (1968—1975) |

### 1970-е годы
Если марка смогла к концу 1950-х годов занять нишу в послевоенной Европе, то к концу 1960-х о ней знал весь мир, как в плане масштабов производства, так и качества автомобилей. В начале 1970-х годов компания Mercedes-Benz приняла новую систему классификации автомобилей, где приставку «W» пополнили «R» (родстер), «С» (купе), «S» (универсал) и «V» (длинная база). Также появились новые веяния в дизайне кузовов, которые стали более мужскими и харизматическими, давшими новым автомобилям более элегантный, но, тем не менее, строгий и спортивный очерк.
Первой новинкой десятилетия стал новый SL R107, который в 1971 году сменил Пагоду. Успех автомобиля можно охарактеризовать тем, что он выпускался 18 лет (вплоть до 1989 года). Хотя и были модели начального уровня с шестицилиндровыми двигателями (280SL и 300SL), но в основном R107 оснащался восьмёркой (V8), которая успешно завоевала американский рынок на моделях 350SL, 380SL, 420SL, 450SL, 500SL и 560SL. Последняя модель вообще не была доступна для Европы.
В 1972 году на смену 108 модели пришло новое поколения S-класса W116, получившее первую в мире антиблокировочную систему (ABS) а также гидропневматическую подвеску и трёхступенчатую АКПП. Как и его предшественник, автомобиль имел две базы, короткую и длинную (V116). Модельный ряд также, в основном, состоял из «восьмёрок» 350SE/SEL и 450SE/SEL. Но, помимо «шестёрки» 280S и 280SE/SEL, была также и дизельная модель 300SD с короткой базой (для североамериканского рынка), а флагманом стал 450SEL 6.9 с огромным 6,9-литровым двигателем V8.
Если все варианты S-классов выпускались в кузове купе, то W116 стал исключением, и для замены уже устаревшего С111 в 1972 году пришла новая модель C107 SLC, которая была разработана на базе R107. В отличие от родстера, у купе была твёрдая крыша и увеличенный салон с задними сиденьями.
|                     |  |                      |  |                     |  |                             |
| R107 SL (1971—1989) |  | C107 SLC (1972—1981) |  | W116 SE (1972—1980) |  | V116 450SEL 6.9 (1972—1980) |

1973 год для фирмы стал суровым испытанием — начавшийся нефтяной кризис серьёзно снизил продажи автомобилей, особенно с двигателями больших рабочих объёмов. При этом благодаря серии W114/W115 и усилиям, которые концерн приложил в рамках работы над улучшением качества и в разработках более экономичных двигателей с середины 1970-х годов, компания Mercedes-Benz представила в 1975 году массовую серию W114/W115 с новым поколением бензиновых и дизельных моторов, перешедших потом на новую серию W123.
Новая модель W123 оказалась одной из самых надёжных и востребованных в истории марки, так что в начале её продаж даже создался серьёзный дефицит и появилась очередь на покупку, причём желающие приобрести W123 без очереди переплачивали за седан до DM5000 и даже годовалые машины уходили дороже новых с завода, что стало уникальным случаем в истории западногерманского автопрома. Выпускалась также версия купе-хардтоп С123 (с июня 1977 года), удлиненный 4-дверный 7-местный седан V123 (с августа 1977 года) и с апреля 1978 года первый в истории марки серийный универсал S123 (с литерой Т в индексе). Модель в кузове W123 отличалась простотой, но отнюдь не примитивностью конструкции, хорошим комфортом и экономичностью, особенно дизельных версий, которые были настолько популярны, что, например, в 1980 году (в разгар Второго нефтяного кризиса) их продажи составили 53 % от всей годовой реализации легковых автомобилей марки Mercedes-Benz, модель также вышла на первое место в рейтинге продаж в ФРГ, опередив даже VW Golf I. Объём производства серии W123 во всех кузовах до 1985 года составил почти 2,7 млн машин из которых 1,08 млн были поставлены на экспорт в большинство стран мира. Во многих странах автомобили серии W123 до сих пор находятся в эксплуатации.
|                  |  |                  |  |                  |  |                  |
| W123 (1975—1985) |  | S123 (1978—1985) |  | C123 (1977—1985) |  | V123 (1977—1985) |

### 1980-е
В 1979 году компания запустила в производство свой новый S-класс W126, успех которого можно сравнить с огромным количеством новшеств, принесённым им в автомобильный мир. В один миг его предшественник устарел на целое поколение. У нового автомобиля был революционный дизайн: благодаря знаменитому итальянскому дизайнеру Брунно Сакко впервые упор был сделан на аэродинамику. Всего было выпущено около 840 тысяч автомобилей — рекорд, не побитый ни одним S-классом с тех пор, так же, как и рекорд продолжительности производства — 12 лет. Новые флагманские модели S-класса 500SEL и 560SEL позволили, наконец, завершить выпуск тяжёлого лимузина W100.
В отличие от W116, W126 с 1981 года пополнил свой модельный ряд новыми купе C126, которые заменили C107 SLC. Но эпоха спортивного купе всё-таки сказалась на внешнем виде новой машины. Бесстоечный автомобиль оказался не менее успешным, чем седан, особенно версии с мощными двигателями 500SEC и 560SEC.
|                  |  |                  |  |                          |  |                  |
| W126 (1979—1991) |  | V126 (1979—1991) |  | V126 Pullman (1979—1991) |  | C126 (1981—1992) |

Но успехов нового S-класса фирме было недостаточно, и в начале 1980-х годов она решила открыть для себя два совершенно новых рынка. Первый из них — внедорожник серии W460, известный как Geländewagen. Полноприводный автомобиль родился благодаря заказу иранского шаха Мохаммед Реза Пехлеви, который был акционером Daimler-Benz. Революция в Иране 1979 года, после которой шах потерял власть, внесла свои коррективы: оставшись без заказчика, концерн Daimler-Benz превратил военный автомобиль в гражданский внедорожник, который прославился своей высокой проходимостью и надёжностью.
Марка Mercedes-Benz в конце 1970-х годов получила мощный вызов от своего главного конкурента BMW и его успеха с 3-й серией, который быстро перехватил маятник массового автомобиля. У Daimler-Benz был единственный выход, и в 1982 году состоялась премьера компактного седана W201 190. Автомобиль, несмотря на его скромные размеры, имел отличное спортивное оформление (дизайнером выступал Брунно Сакко), широкую гамму двигателей (1,8—2,6 с мощностью 75—185 л. с.) и, главное, по цене был доступен более широкому кругу покупателей. Об успехе автомобиля говорят цифры: всего за 11 лет было выпущено 1,8 миллион автомобилей. Машина, прозванная «Baby Benz», полностью восстановила конкурентоспособность марки.
|                      |  |                      |  |                              |  |                              |
| W201 190 (1982—1993) |  | W201 190 (1982—1993) |  | 460 Geländewagen (1979—1991) |  | 460 Geländewagen (1979—1991) |

Основные модели Mercedes-Benz, седаны и универсалы серии W123, к середине 1980-х морально устарели, и в 1984 году появился W124. Автомобиль в очередной раз показал возможность марки создавать стильные и современные автомобили, но при этом делать их прочными и надёжными. Новый ряд выпускался в четырёх версиях: седан, универсал (S124), купе (C124) и кабриолет (A124). Если 123 был рабочей машиной, то 124 добавил элегантность к этому качеству. В конце 1980-х годов большую популярность на рынке стали приобретать тюнинговые версии «Мерседесов», прежде всего от таких фирм, как AMG, Brabus, Lorinser и других, поэтому ради эксперимента в 1989 году Mercedes-Benz совместно с Porsche создаёт спортивную специальную серию 500E с 5-литровым двигателем V8. Всего было выпущено свыше 2,7 млн автомобилей W124, включая порядка 10 тысяч 500Е.
|                  |  |                  |  |                  |  |                  |
| W124 (1984—1995) |  | S124 (1984—1996) |  | C124 (1987—1996) |  | A124 (1987—1996) |

### 1990-е
В 1989 году накануне нового десятилетия наступает период замены успевшего стать легендарным R107 SL. На смену ему приходит новый Mercedes-Benz R129. Автомобиль, которому пришлось наверстать пробел в целое поколение, со своей задачей справился. Имея современный гоночный вид, R129 быстро вернул компанию на рынок спортивных автомобилей.
|                     |  |                                                                 |  |                          |
| R129 SL (1989—2001) |  | 461 Geländewagen (1991—по настоящее время — военный автомобиль) |  | 463 Geländewagen (1990-) |

В период между 1990 и 1991 годами Mercedes-Benz обновил свой Geländewagen моделями W461 и W463. Первая модель фактически осталась полноприводным внедорожником, который выпускался мелкой серией, но последняя модель стала уже городским вседорожником, который на заказ мог быть дополнен различными опциями, вплоть до бронированного корпуса. Производство этого автомобиля продолжается по сей день.
В 1991 году компания продемонстрировала новый S-класс W140 — автомобиль, огромный по своим размерам, ввёл марку в компьютерную эру. Но главное то, что он стал первой моделью класса, на которую установили двигатель V12. Флагман был назван 600SEL в честь легендарного лимузина, который по многим габаритам уже уступал новому W140. Двигатель V12 также в 1992 году установили на R129 (600SL) и новое купе С140 600SEC.
|                  |  |                  |  |                  |
| W140 (1991—1998) |  | V140 (1991—1998) |  | C140 (1992—1999) |

В 1993 году произошло коренное изменение именной системы автомобилей. Классификация, которая строилась главным образом по объёму двигателя, включая одну-две модели, исчерпала себя уже к началу 1980-х годов, когда на одном и том же кузове предлагались вплоть до десяти двигателей. Ярким примером этого служит модель W201, которая называлась 190, хотя оснащалась тем же двухлитровым двигателем M102, что и Mercedes-Benz 200 семейства W123. Чтобы избежать подобных пересечений с другими двигателями, концерну пришлось дать автомобилям W201 с 2,5-литровыми двигателями другое название — 190E 2,5. Также было с флагманскими S-классами, например, на автомобиль V116 с 6,9-литровым мотором M100 был 450SEL 6.9, чтобы не смешивать его с лимузином W100 600. Такая система использовалась на американском рынке, где все модели серии 124 обозначались как Mercedes-Benz 300 с указанием объёма двигателя.
1993 год положил конец путанице: теперь Mercedes распределил свои автомобили по классам, в каждом из которых был собственный кузов. В целом система уже за многие годы сложилась, поскольку большинство моделей имели собственные буквы в обозначениях. Так, автомобили Sonderklasse (особый класс) стали S-классом, Sport Leicht (лёгкий спортивный) — SL-классом, Geländewagen (внедорожник) — G-классом. Сложность возникла с автомобилями W124 и W201. В то время, как остальные автомобили уже имели ту или иную классификацию, серия 124, как и её предшественники, оставалась «базовой» и буквенных индексов для неё не предусматривалось. Буквы относились к типу двигателя: Е (Einspritzmotor) означала впрыск топлива вместо карбюратора, а D соответствовала дизелю. Однако после 1989 года карбюраторные двигатели на 124 серию уже не ставили, и большинство этих седанов имели обозначение Е. В ходе реформы вместо впрыска топлива эта буква получила значение Exekutivklasse. В связи с появлением W201 более солидные представители серии 124 стали менее массовыми. Присвоение нового обозначения «Е-класс» совпало также с существенной модернизацией автомобиля.
В это время появился преемник W201 — W202. Это уже не была дешёвая альтернатива среднему классу, а рассчитанный на массовый (для марки Mercedes-Benz) рынок автомобиль. Компания сделала ставку на качество и разнообразие. Серия получила обозначение C-класс от нем. Comfortklasse. В отличие от W201 автомобиль помимо седана также был выпущен и в кузове универсал — S202. Помимо большого выбора двигателей, модель предлагалась в разных линиях исполнения, отличаясь внешними и внутренними деталями.
|                  |  |                  |  |                  |  |                  |
| W202 (1993—2000) |  | S202 (1996—2001) |  | W210 (1995—2002) |  | S210 (1996—2003) |

В 1995 году компания Mercedes-Benz представила новый E-класс в лице W210. Автомобиль стал первым, на котором марка применила новый стандарт дизайна передней оптики в форме четырёх фар. В качестве основной конструкции двигателей применялись дизельные силовые агрегаты с новой технологией Common Rail. Автомобиль, так же, как и C-класс, выпускался в кузове универсал (S210) и имел различные линии исполнения.
В середине 1990-х годов марка в корне изменила свою политику в отношении новых автомобилей. Определяющими факторами стали экономия и доступность, что напрямую сказалось на качестве автомобилей. Концерн представил три новых класса в 1996—97 годах. Первым классом стал SLK (модель R170). SLK — Sport-Leicht-Kurz, или «спортивно-лёгко-короткий», был облегчённой версией «тяжёлого» SL. Компактный родстер имел первый в истории Мерседеса цельнометаллический верх, за 25 секунд автоматически убирающийся в багажник.
Второй новинкой стал новый вседорожник M-класса W163, который частично производился в США как часть программы глобализации производства концерна.
Третьей новинкой стал новый компактный A-класс W168, рассчитанный на потребителей среднего класса. Автомобиль имел отличные данные по экономии топлива, и несмотря на мелкие внешние габариты, вполне вместительной салон. Однако репутация автомобиля была сильно подорвана, когда на лосином тесте при скорости 60 км/ч автомобиль перевернулся. Чтобы не подорвать свой престиж, концерну пришлось отозвать более 130 тысяч автомобилей, чтобы поставить на них ESP. В 2001 году был запущен вариант V168 с длинной базой. Всего было выпущено 1,8 млн таких автомобилей.
|                            |  |                          |  |                          |
| R170 SLK-класс (1996—2004) |  | W168 A-класс (1997—2004) |  | W163 М-класс (1997—2005) |

Одновременно в 1996 году компания решила дополнительно рационализировать свою систему классификации. Первым стало купе S-класса — CL-класс (Comfort Leicht — «лёгкий комфорт»), который как раз совпал с косметическим обновлением C140. Но дальше, в 1996 году, на замену купе и кабриолету E-класса (C124 и A124) появился CLK-класс (Comfort Leicht Kurz — «лёгкий комфорт укороченный»), а с ним и модель W208. И хотя внешне новые купе и кабриолет были стилизованы под W210 Е-класс, на деле оба автомобиля имели в качестве основы кузов W202 С-класса.
В 1999 году случилось ещё одно историческое для марки Mercedes-Benz событие: концерн DaimlerChrysler выкупил тюнинговую фирму AMG, которая и так была официальным тюнинг-ателье ещё с 1992 года, и за это время выпустила целый ряд спортивных автомобилей, включая 190E 3.5 AMG (92-93), C36 AMG (1993—1996), E60 AMG (1993—1995), E36 AMG (1993—1997), SL60 AMG (1993—1995) и др. С тех пор многие серии производителя имели высокопроизводительные AMG модификации как дорогие альтернативы. Одновременно AMG помогает создать первую версию Gran Turismo на основе купе С208 CLK. Результат — гоночный автомобиль Mercedes-Benz CLK GTR, (который был доступен лишь очень обеспеченным клиентам), имевший 6,9-литровый V12 мощностью 612 л. с. и развивавший максимальную скорость более 320 км/ч.
|                  |  |                  |  |                     |
| C208 (1997—2002) |  | A208 (1998—2002) |  | CLK GTR (1997—1999) |

Компания Mercedes-Benz завершила десятилетие выпуском двух новых автомобилей S- и CL-классов, разъединённых в 1998 году. Модель W220 смогла полностью воплотить новую концепцию компактности в сочетании с экономией. Автомобиль был почти на 300 кг легче и на 120 мм короче своего предшественника, но при этом внутренний объём удалось увеличить за счёт применения более компактных приборов и дальнейшей рационализации их расположения. Двигательный ряд также был в целом слабее W140, особенно флагман S600, отличаясь меньшим расходом топлива и гораздо большей экологичностью. Профиль нового CL-класса С215 был похож на седан. Однако внешне, на примере купе, применили целый ряд деталей, для того чтобы отличить автомобили (в частности, четырёхфарную компоновку спереди автомобиля). Оба автомобиля продемонстрировали ещё один стандарт будущих моделей марки XXI века — насыщенность электроникой.
|                  |  |                  |  |                   |
| W220 (1998—2005) |  | V220 (1998—2005) |  | СL215 (1998—2006) |

Последней новинкой 1990-х годов стал новый С-класс W203, который внешне по стилизации много позаимствовал от W220 S-класса. В частности, это касается концепции компактности дизайна (внешне уменьшенный, внутри увеличенный). Помимо универсала (S203), автомобиль также имел версию 3-дверного лифтбэка (CL203). Как и у его предшественника, были доступны несколько различных линий исполнения с большим выбором двигателей — от самых экономичных дизелей с системой Common Rail до спортивных восьмёрок AMG.
|                  |  |                  |  |                   |
| W203 (2000—2007) |  | S203 (2000—2007) |  | CL203 (2001—2007) |

### 2000-e
За десять лет компания Mercedes-Benz вдвое расширила свой модельный ряд (если в 1993 году имелось всего пять классов автомобилей, то в 1999 их было уже десять). Но при этом постоянный поиск дешёвых средств отразился на фундаментальной особенности марки — качестве. Сложные приборы, применённые на автомобилях образца второй половины 90-х годов, часто ломались, и к началу нового тысячелетия репутация марки резко упала.
Первой моделью нового тысячелетия стала долгожданная замена SL-класса R230 в 2001 году. Этот автомобиль, как и SLK, имел складывающийся в багажник верх. Самой удачной моделью стала версия SL55 AMG с 5,5-литровым двигателем V8 с нагнетателем мощности почти в 500 л. с., что обеспечивало автомобиль неплохими характеристиками: разгон до 100 км/ч занимал 4,5 секунды, максимальная скорость (при снятии ограничителя) составляла 300 км/ч. Машина несколько лет держала рекорд как самый быстрый автомобиль с АКПП, и это при том, что SL55 уступал модели SL65 AMG с V12. В 2008 году автомобиль получил капитальное обновление оформления передней части (новая версия AMG SL63). На базе машины безопасности Формулы 1 была создана так называемая «чёрная серия» (англ. Black Series) — SL65 AMG.
|                  |  |                  |  |                       |
| R230 (2001—2008) |  | R230 (2008—2011) |  | «чёрная серия» (2008) |

В середине 2002 года был представлен новый Е-класс W211. В отличие от W210, автомобиль стал больше снаружи и внутри (особенно если принять во внимание, что он построен по той же компактной схеме, что и W220 и W203), и намного престижнее, полностью вписавшись в определение «бизнес-класс». Например, роскошные детали, такие как кожаный салон и деревянная отделка интерьера (ранее дорогая опция), на W211 была «в стандарте». Как и его предшественник, автомобиль выпускался в кузовах седан или универсал.

Новый Е-класс
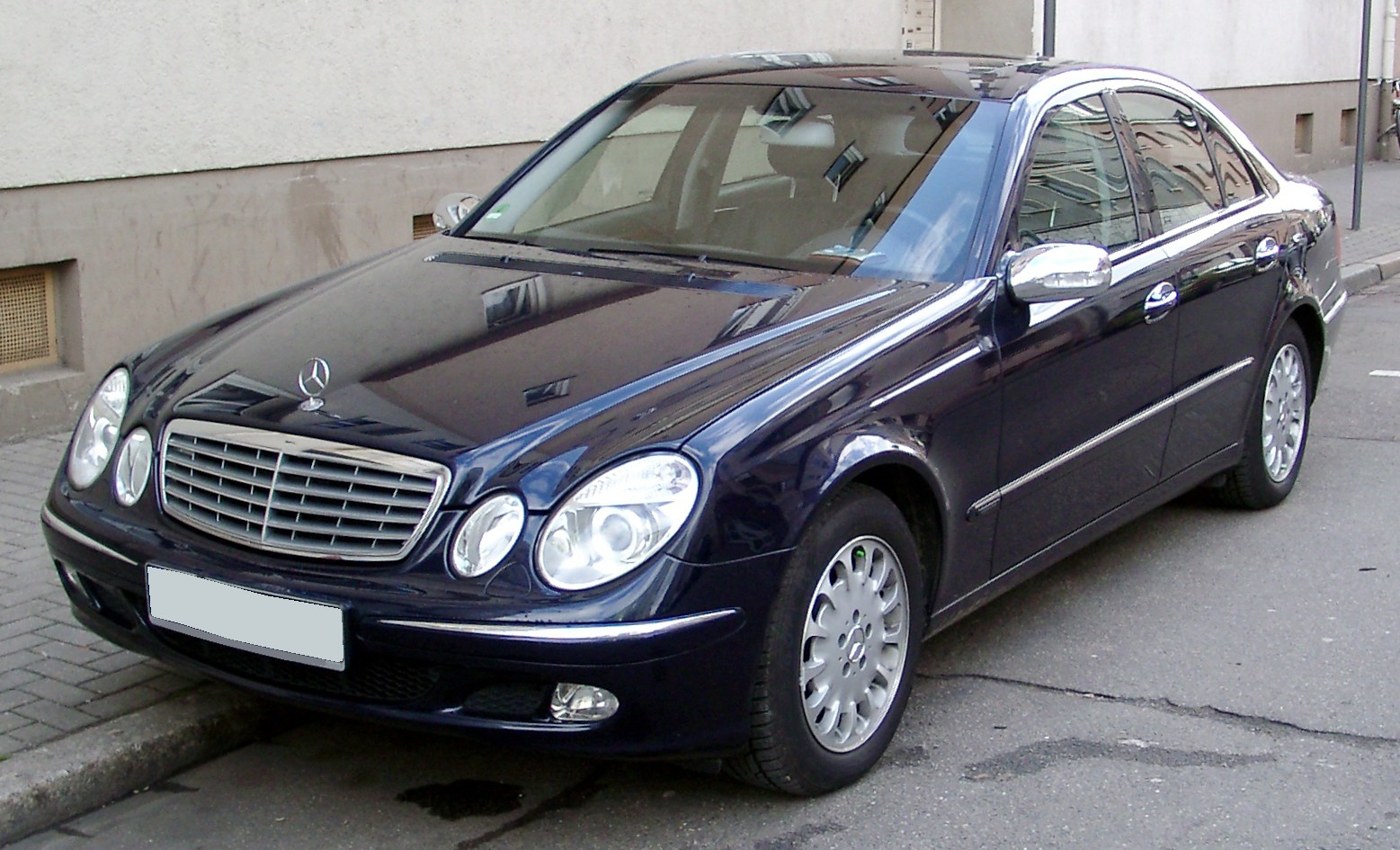
W211 (2002—2009)
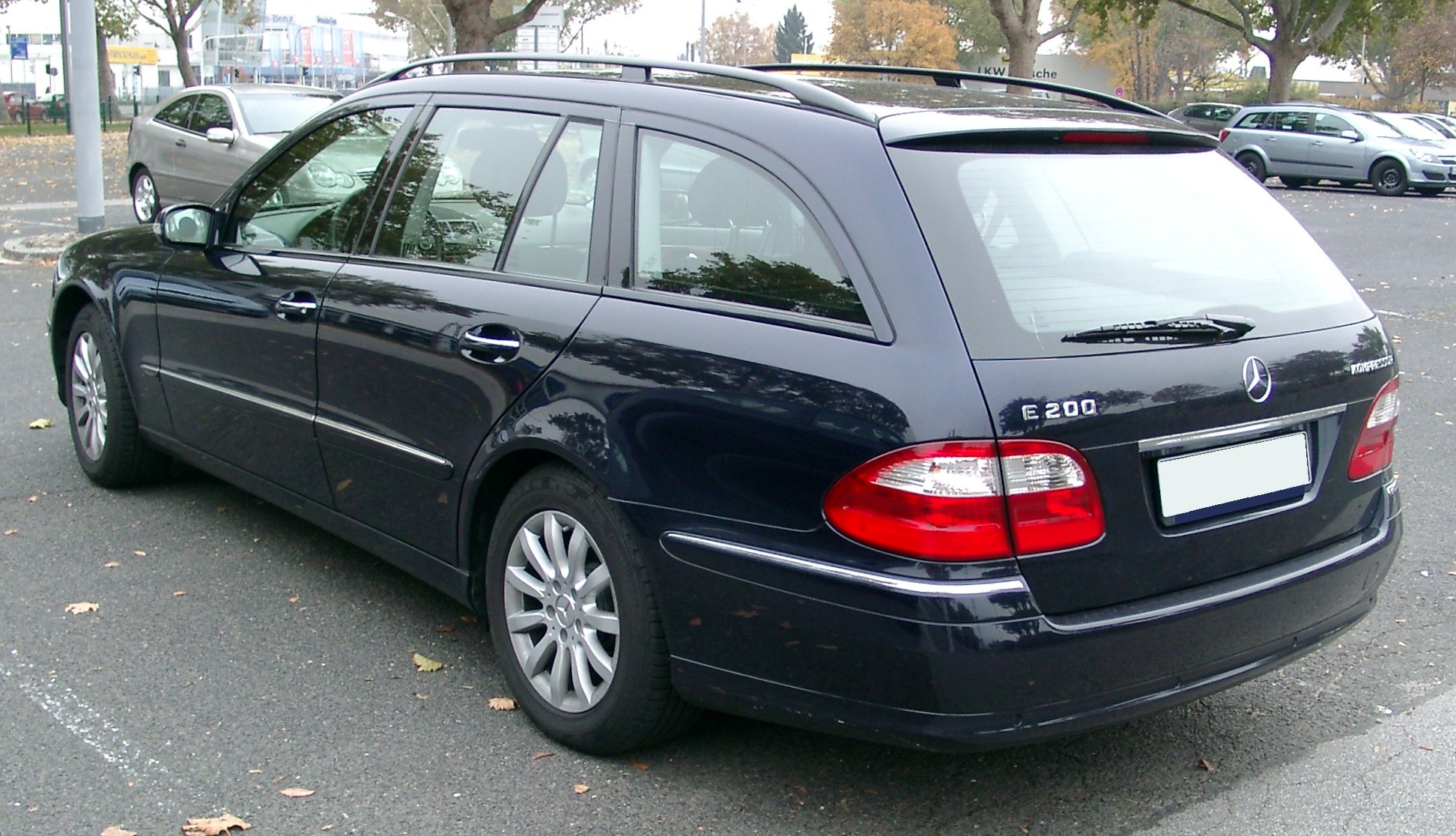
S211 (2002—2010)

В мае 2002 года состоялась премьера нового CLK-класса W209. Внешний вид автомобиля сочетал в себе наследие спортивного купе (а также кабриолета) и младшего брата CL (так, к примеру, звезда переместилась на центр решётки радиатора). Как и у его предшественника, кузов был позаимствован у W203 C-класса, но стилизован под W211 Е-класс. Если W208 прославился своей специальной серией CLK-GTR, то у W209 их было две. AMG в 2003 году выпустил специальную серию из 100 автомобилей CLK-DTM, которая была основана на гоночной ДТМ-версии. В 2007 году появилась особая серия CLK63 AMG, основой для которой послужила машина безопасности Формулы 1 — Black Series.
|                  |  |                  |  |                         |  |                            |
| C209 (2002—2009) |  | A209 (2002—2009) |  | CLK DTM AMG (2005—2006) |  | «Чёрная серия» (2007—2009) |

В середине 2000-х годов компания выпустила около десяти новых моделей, включая замены для введённых в середине 1990-х годов. В 2004 году был представлен новый A-класс в лице модели W169. В то же время состоялась премьера «дамского» родстера R171 SLK-класса, который был немного больше своего предшественника. А в 2005 году М-класс был обновлён новой моделью W164.
|                  |  |                  |  |                  |  |                  |
| W169 (2004—2012) |  | C169 (2004—2012) |  | R171 (2004—2010) |  | W164 (2005—2011) |

Одновременно Mercedes-Benz продолжил запускать новые автомобили. Взяв за основу компактный характер А-класса и увеличив его габариты, в 2005 году компания получила два новых класса. Первым стал минивэн B-класса T245, который компания прозвала как «компакт спорт турер». Вторым выступил крупный кроссовер R-класса W251, прозванный «гран спорт турер», предназначенный преимущественно для американского рынка. Последней новинкой стало разработанное на базе W211 Е-класса купе. Модель С219 CLS-класса (CLS — Comfort Leicht Sonder или «особый лёгкий комфорт») создаёт иллюзию спортивного купе, оставаясь при этом седаном.
|                          |  |                            |  |                          |  |                          |
| Т245 B-класс (2005—2011) |  | C219 CLS-класс (2004—2010) |  | W251 R-класс (2005—2012) |  | V251 R-класс (2005—2012) |

В 2005 году наступил черёд запуска новых моделей S- и CL-классов — автомобилей W221 и C216. Новые модели продемонстрировали свежий взгляд на внешний вид марки. Экстерьер отличался элементами в стиле «ретро» (широкие колёсные арки и более крупные объёмы), салон заметно увеличился в объёме. Автомобиль укомплектовали новейшей технологией и аппаратурой. Флагманами серии стали модели S65 и CL65 AMG с мощным двигателями V12.
|                  |  |                  |  |                  |
| W221 (2005—2013) |  | V221 (2005—2013) |  | C216 (2006—2014) |

После обновления S-класса наступила очередь C-класса и в начале 2007 года состоялась премьера нового W204. Автомобиль по традиции был стилизован как малая версия S-класса, но и тут качество сборки отличилось. Как и в предыдущих поколениях, на выбор предлагались версии седан и универсал. Но три линии исполнения, различия между которыми раньше были заметны лишь опытному глазу, стали сильно отличаться на вкус покупателя. Стандартный Classic, роскошный Elegance (отличившийся более роскошным кожаным салоном и технологией) и спортивный Avantgarde, который можно легко отличить по звезде, расположенной на центре решётки. В 2008 году ряд пополнился новым CLC-классом (CLC — Comfort-Leicht-Coupe или лёгкое комфортное купе). Несмотря на то, что кузов остался прежним — CL203, внешний вид был обновлён под стандарт 204-х.
|                          |  |                              |  |                  |  |                   |
| W204 Classic (2007—2014) |  | W204 Avantegarde (2007—2014) |  | S204 (2007—2014) |  | CL203 (2008—2011) |

Во второй половине первого десятилетия 2000-х годов компания внедрила два новых класса внедорожников. Первая модель GL-класса, X164, является удлинённой версией W164 М-класса. Автомобиль поначалу предназначался для замены внедорожника Geländewagen, но по причинам успеха последнего от идеи отказались, и автомобиль далее увеличили в размерах (GL — Geländewagen Lang, удлинённый внедорожник), сделав его трёхрядным (вместительность от семи до девяти человек). А в 2008 году появился среднеразмерный внедорожник GLK-класса (X204), разработанный на базе универсала S204-го С-класса (GLK — Geländewagen-Leicht-Kurz, то есть укороченный лёгкий внедорожник).
Компания неоднократно пыталась войти в почти закрытый мир Гран туризмо, но до 2004 года её успехи были ограниченными. Уникальная возможность представилась в 2000 году когда концерн DaimlerChrysler купил 40 % акций английской компании McLaren. McLaren, занимающаяся преимущественно Формулой-1, выпускала и успешные GT, такие как McLaren F1. После оформления сделки конструкторы обеих компаний объединились в работе над новым проектом, для которого в McLaren разработали мощнейший двигатель V8 с нагнетателем мощностью 617 л. с. Результатом совместных усилий стал суперкар Mercedes-Benz SLR McLaren, представленный в 2004 году. Автомобиль С199 был назван в честь легендарного победителя мирового чемпионата спортивных автомобилей W196 300SLR 1955 году. Всего к 2009 году было запланировано выпустить 3500 автомобилей. В 2007 году была представлена более скоростная версия SLR McLaren 722 Edition мощностью в 641 л. с. и названной в честь гоночного номера автомобиля-победителя W196 300SLR.
|                           |  |                            |  |                      |  |                      |
| X164 GL-класс (2006—2012) |  | X204 GLK-класс (2008—2015) |  | C199 SLR (2004—2007) |  | R199 SLR (2007—2009) |

Компания Mercedes-Benz закончила десятилетие выпуском нового Е-класса W212 в начале 2009 года. С новым седаном, на место CLK-класса пришёл и Е-купе (C207) как часть Е-класса (который разработан на базе W204 С-класса). А в августе того же года появился и универсал S212. Кабриолет A207 был запущен в производство в 2010 году. Новое семейство Е-классов достигло огромных успехов по экономическим и экологическим показателям. На смену открывающим модельный ряд бензинным двигателям с нагнетателями пришли двигатели с новым типом непосредственного впрыска топлива (CGI — Stratified (Charged Gasoline Injection)) с двойным турбонаддувом, и все, за исключением флагманских 8-цилиндровых моделей, носят значок BlueEfficiency.
|                         |  |                          |  |                              |  |                              |
| C207 E-купе (2009—2013) |  | W212 E-седан (2009—2013) |  | A207 E-кабриолет (2010—2013) |  | S212 E-универсал (2009—2013) |

### 2010-е
В 2012 году в сравнении с обычным незначительным рестайлингом моделей Mercedes-Benz автомобиль W212 Е-класса получил обширное обновление. По словам представителей компании, это самый значительный фейслифтинг, когда либо произведённый маркой.
|                          |  |                      |  |               |  |                |
| W212 E200 CDI Avantgarde |  | S212 E250 CDI 4MATIC |  | A207 E250 CDI |  | E63 AMG 4MATIC |

В 2013 году на смену автомобилю Mercedes-Benz W221 пришло новое поколение S-класса — Mercedes-Benz W222. Презентация автомобиля состоялась 15 мая 2013 года в Гамбурге. К 2016 году автомобиль выпускается в кузовах седан (с укороченной и удлинённой колёсными базами), купе и кабриолет (с 2015 года), а также в высокопроизводительной модификации от Mercedes-AMG и роскошной версии Mercedes-Maybach.
|             |  |      |  |             |  |                       |
| W222 (S500) |  | C217 |  | A217 (S500) |  | V222 (S63) AMG 4MATIC |

В 2016 году компания представила пятое поколение представительских автомобилей E-класса — Mercedes-Benz W213.

5-е поколение E-класса
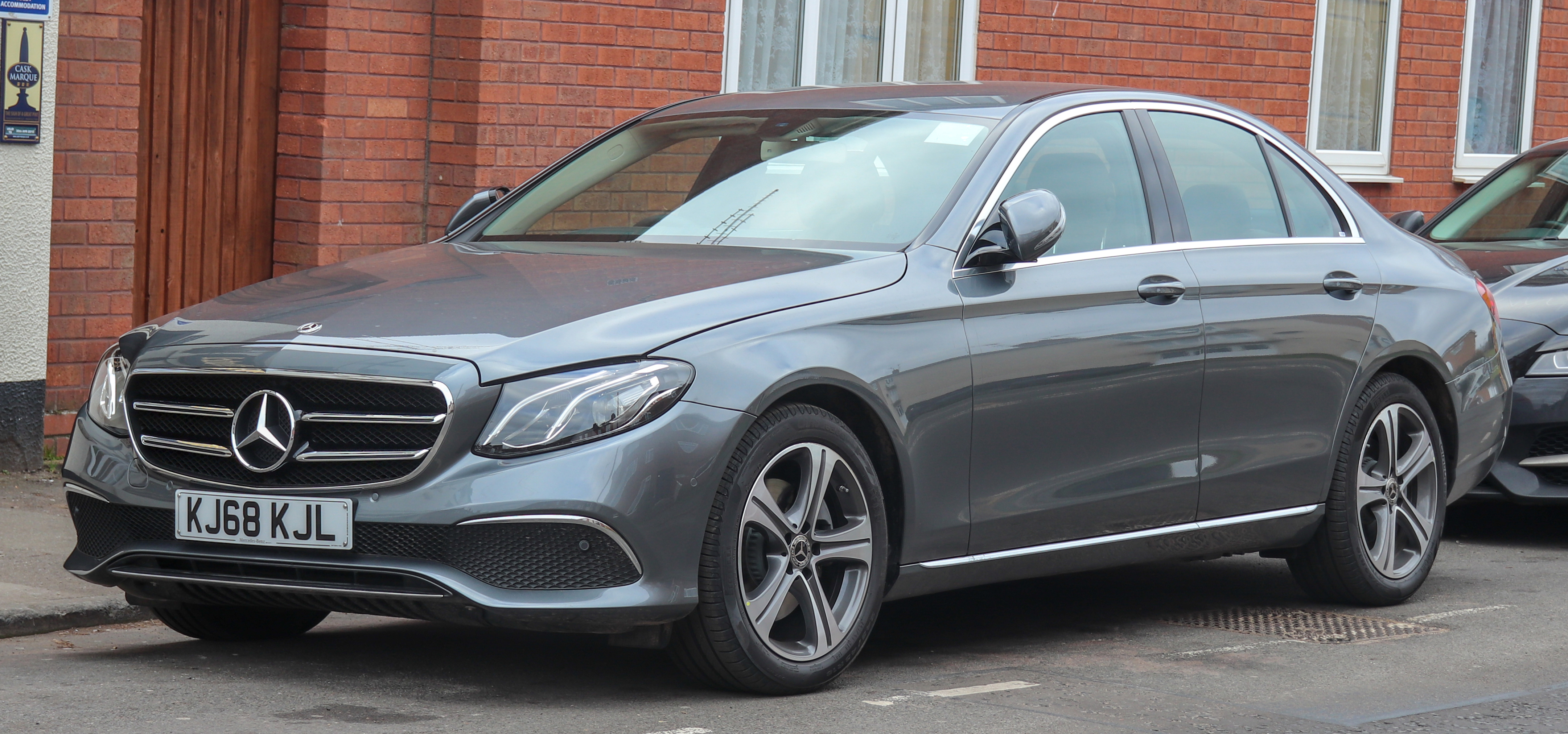
W213 (2016—)
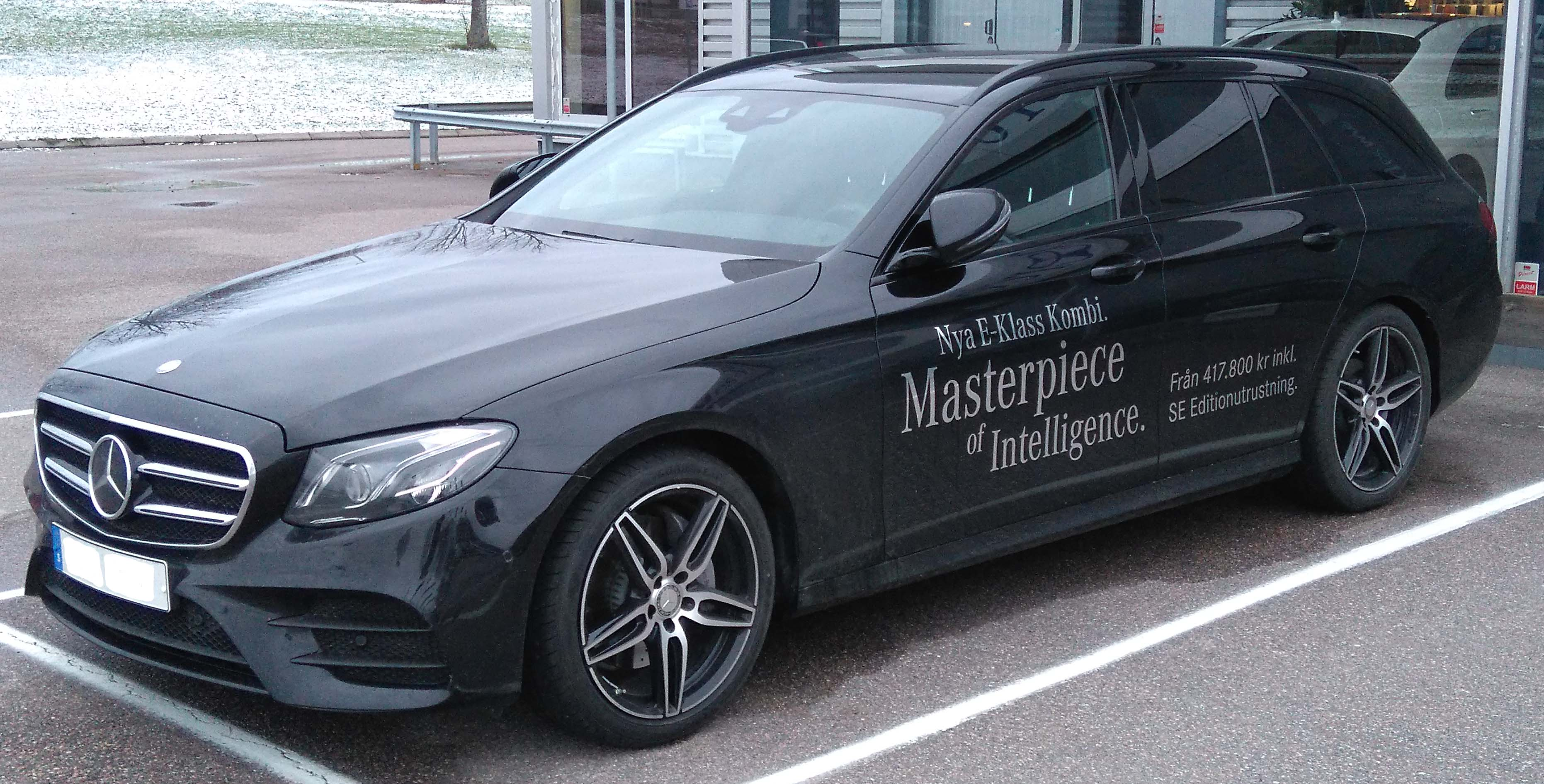
S213 (2016—)

В 2019 году компания Mercedes-Benz представила кемперный прицеп для Mercedes-Benz Sprinter. Крыша прицепа выполнена из стеклопластика, а кузов — из алюминия. Общая масса всей конструкции составляет чуть выше 3 тонн.

### 2020-е
В 2023 году компания добавила в свои автомобили поддержку чат-бота ChatGPT на основе мультимедийной системы Mercedes-Benz User Experience. Работа сервиса осуществляется на базе инфраструктуры Microsoft Azure OpenAI.

## История логотипов
В июне 1909 компания Daimler-Motoren-Gesellschaft зарегистрировала фирменные четырёх и трёхлучевую звёзды в качестве торговой марки, однако по факту использовала только последнюю. Символика обозначала превосходство марки во всех направлениях: на земле, воде и в воздухе.

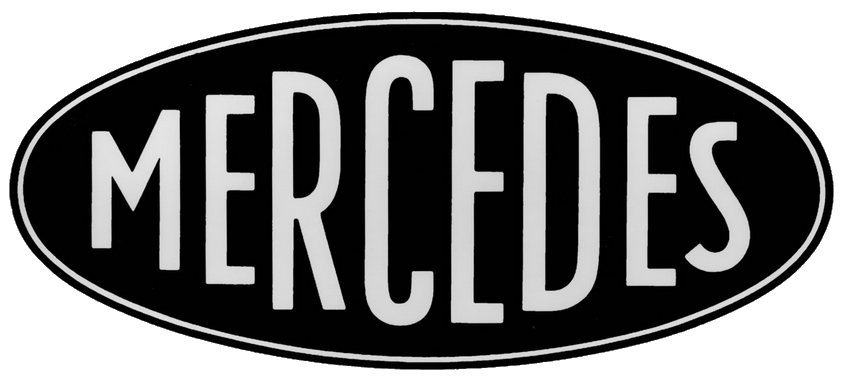
1902—1909
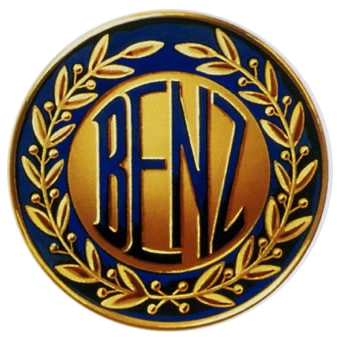
1909—1916
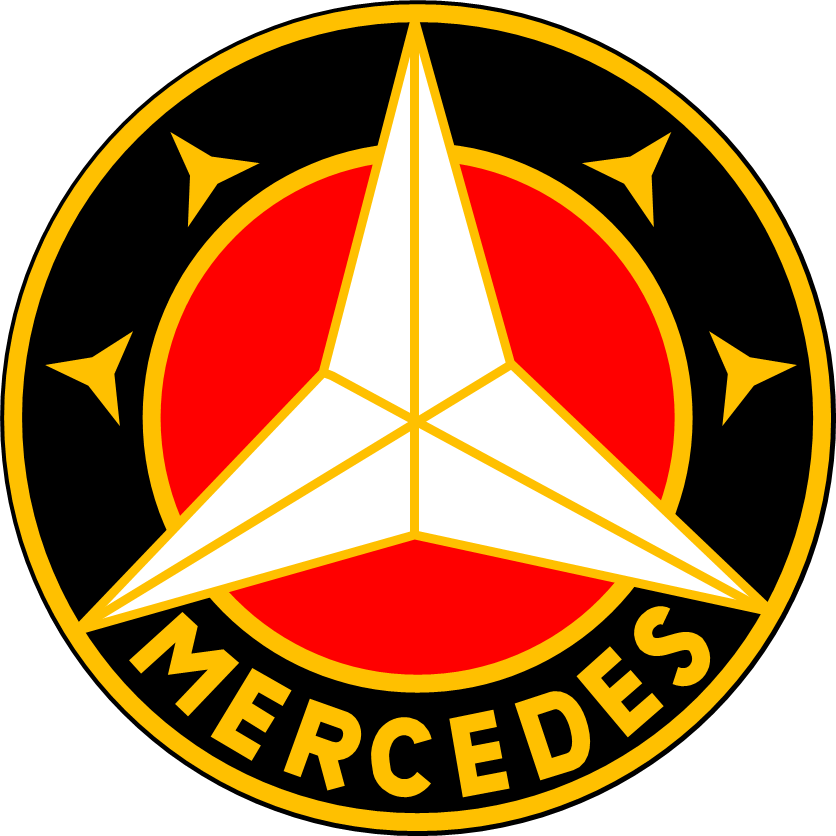
1916—1926
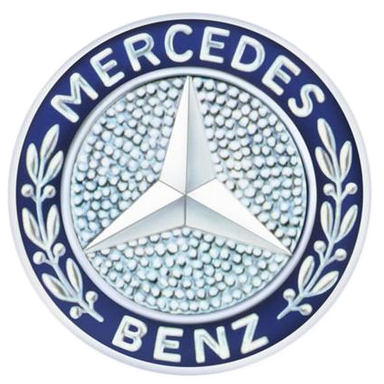
1926—1980
1980—1990
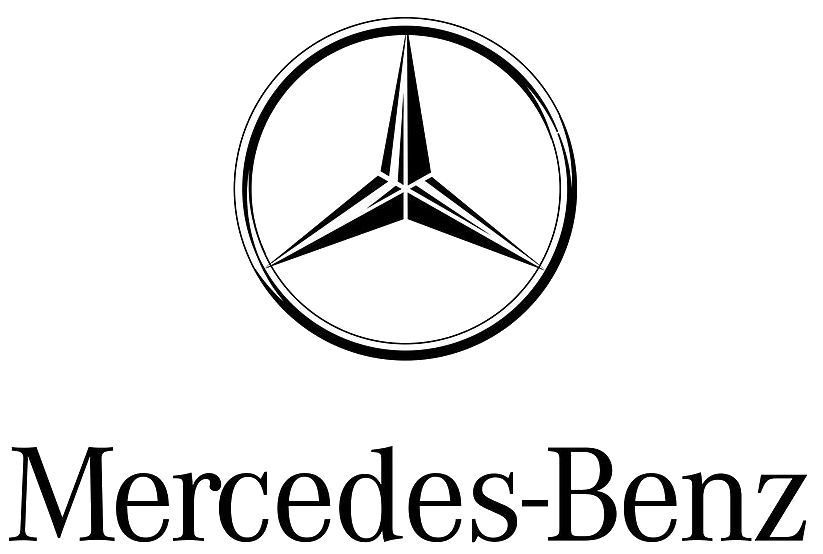
1990— настоящее время

## Модельный ряд

### Легковые автомобили
Нынешняя классификация легковых автомобилей разработана в середине 1990-х годов. Каждый класс (нем. Klasse) обозначает тип кузова и рыночный сегмент, например: SL — Sport Leicht («спортивный, лёгкий» — родстер); CLK — Comfort-Leicht-Kurz («комфортный, лёгкий, укороченный» — купе среднего размера); G — Geländewagen (внедорожник) и тому подобное. В 2015 году наименования некоторых классов были пересмотрены. Так, например, M-класс назвали GLE-классом, а GL-класс — GLS.
По состоянию на начало 2023 года под торговой маркой Mercedes-Benz выпускаются и выпускались следующие автомобили:
- А-класс хетчбэк/седан
- B-класс семейный/субкомпактвэн

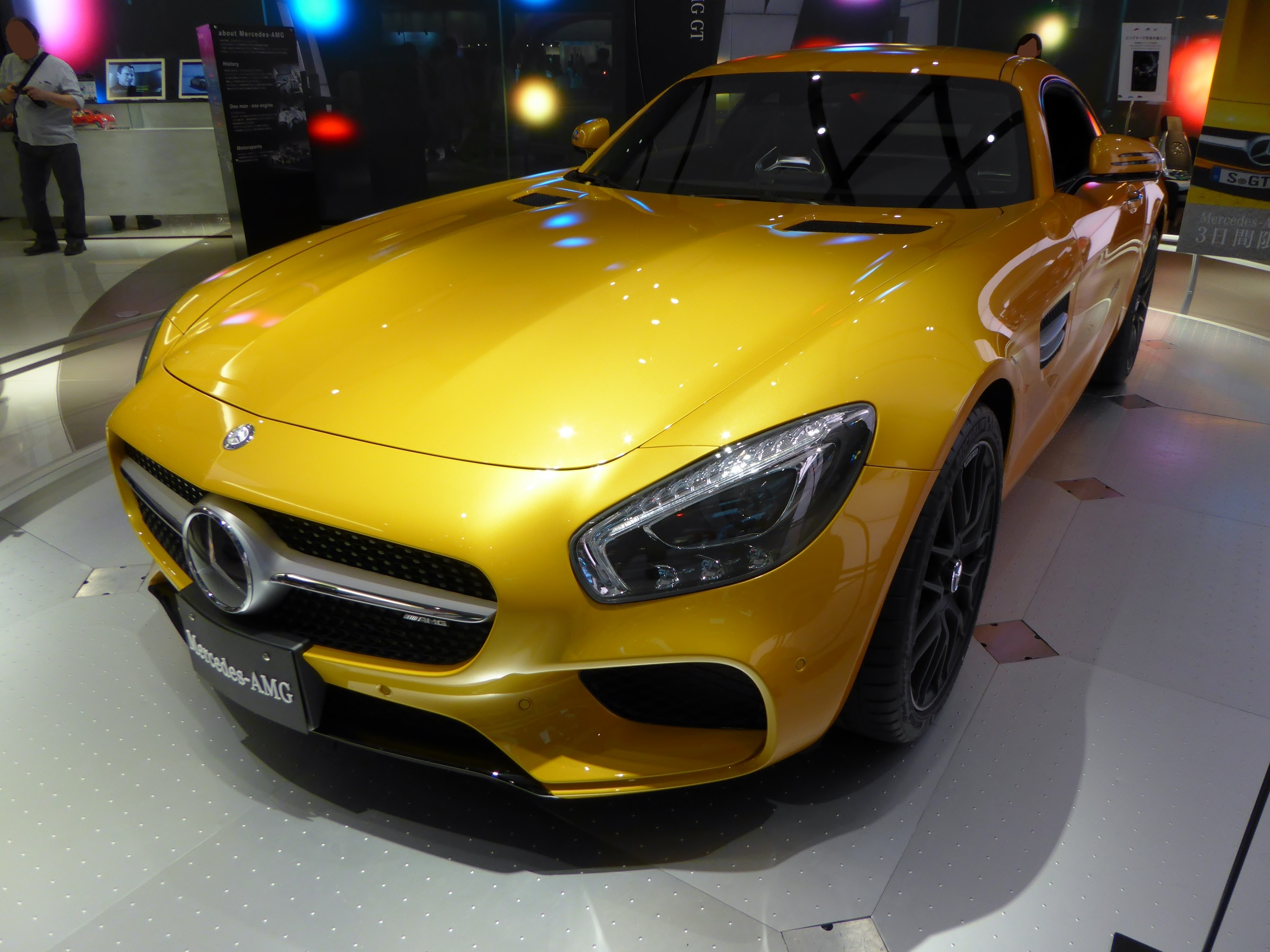
Mercedes-AMG C190 GT S

- C-класс седан/купе/универсал/кабриолет
- CL-класс купе/кабриолет
- CLA-класс компактный седан/универсал
- CLS-класс четырёхдверное купе/универсал
- CLK-класс купе/кабриолет
- CLE-класс купе/кабриолет
- CLC-класс компактный лифтбек
- G-класс внедорожник/пикап
- GLA-класс кросс-хэтч
- GLC-класс кроссовер/кросс-купе (ранее GLK-класс)
- GLE-класс среднеразмерный кроссовер/кросс-купе (ранее М-класс)
- GLB-класс кроссовер
- GLS-класс полноразмерный кроссовер (ранее GL-класс)
- Х-класс среднеразмерный пикап
- R-класс кросс-универсал
- V-класс фургон/минивэн
- Т-класс семейный субкомпактвэн
- E-класс бизнес-седан/купе/универсал/кабриолет
- S-класс премиум-седан/купе/кабриолет/Maybach
- AMG GT 4-Door спортвиный лифтбек
- SL-класс родстер
- SLC-класс компактный родстер (ранее — SLK-класс)
- SLR-класс суперкар/кабриолет/спидстер
- SLS AMG суперкар/родстер
- AMG GT суперкар/родстер/спидстер
- AMG P1 гиперкар
- C1000 гиперкар
- CLK GTR гиперкар

### Электромобили

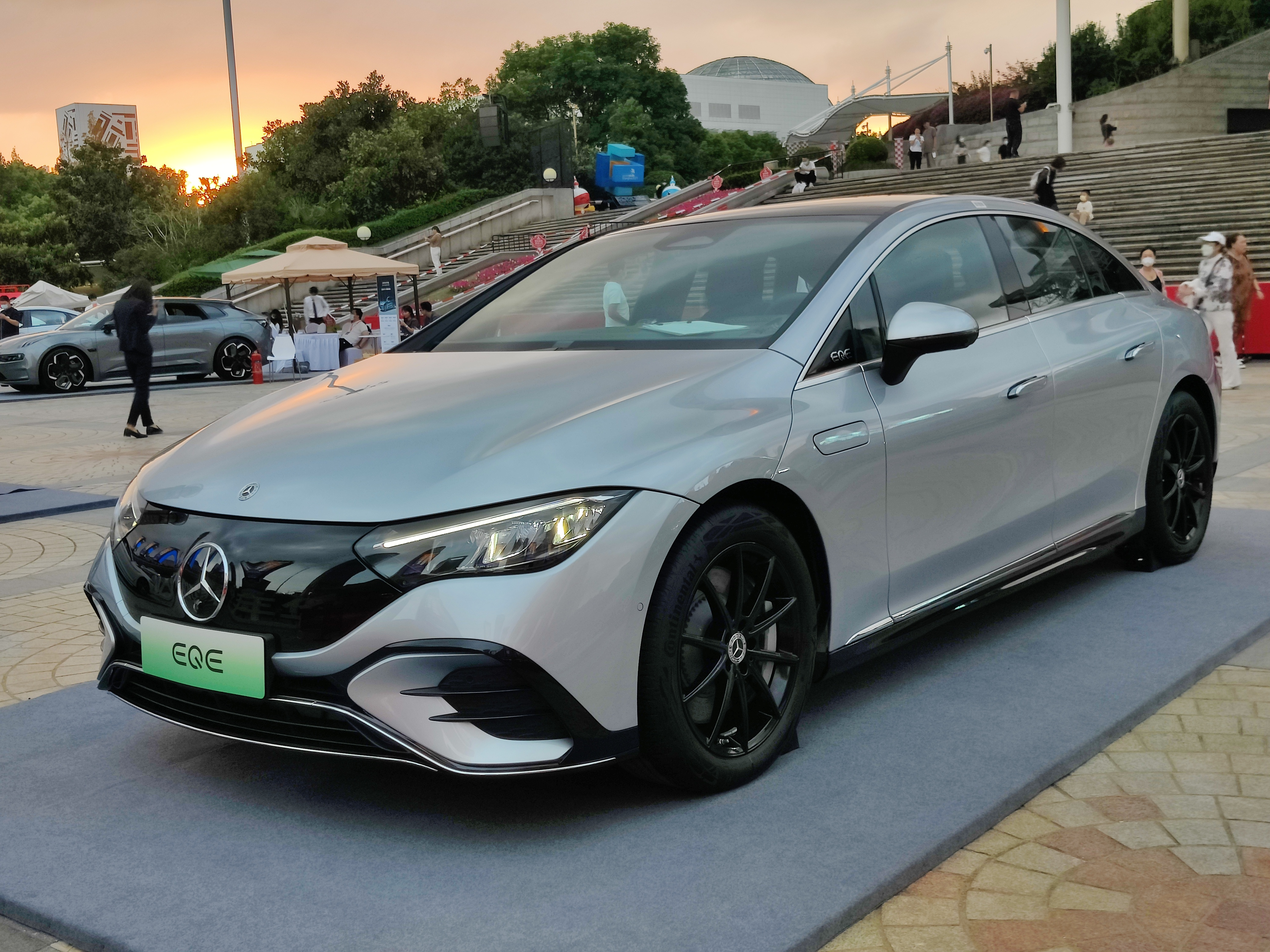
Mercedes-Benz EQE 350

Начиная с 2019 года Mercedes-Benz запустил линейку электромобилей Mercedes-EQ. На данный момент выпускаются данные электромобили:
- Mercedes-Benz EQS — премиальный седан
- Mercedes-Benz EQE — премиальный седан
- Mercedes-Benz EQB — кроссовер на базе GLB
- Mercedes-Benz EQA — кросс-хэтч на базе GLA
- Mercedes-Benz EQC — кроссовер на базе GLC
- Mercedes-Benz EQS SUV — премиальный кроссовер на базе EQS
- Mercedes-Benz EQЕ SUV — премиальный кроссовер на базе EQE
- Mercedes-Benz EQV — минивэн на базе Viano
- Mercedes-Benz EQT — субкомкпактвэн на базе Citan.

### Мотоциклы

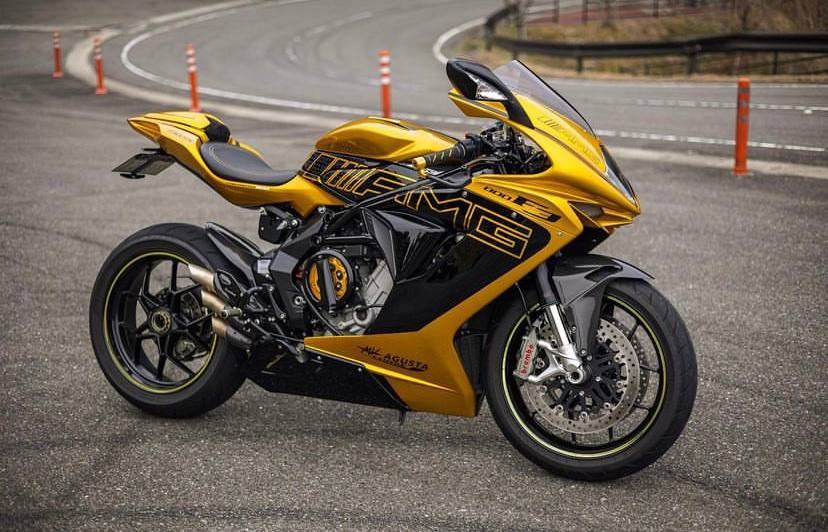
Mercedes-AMG F3 800

Mercedes-AMG совместно с MV Agusta предлагают на выбор мотоцикл совместной разработки.
- Mercedes-Benz AMG F3 800 — спортивный мотоцикл, класса родстер.

### Гоночные автомобили

#### Автомобили Ле-Мана
Mercedes-Benz 300 SL — гоночный прототип автомобиля Ле-Мана 1952 года.
Sauber Mercedes C9 — гоночный прототип автомобиля Ле-Мана группы С 1987 года.
Sauber Mercedes C8 — гоночный прототип автомобиля Ле-Мана группы С 1985 года.
Sauber Mercedes C11 — гоночный прототип автомобиля Ле-Мана группы С 1990 года.
Sauber Mercedes C291 — гоночный прототип автомобиля Ле-Мана 1991 года.
Sauber Mercedes C292 — гоночный прототип автомобиля Ле-Мана 1991 года.
Mercedes-Benz CLR — гоночный прототип автомобиля Ле-Мана 1989 года.

#### Автобили FIA GT/GT1
Mercedes-Benz CLK LM — гоночный прототип автомобиля для гонок FIA GT 1998 года.
Mercedes-Benz CLK GT1 — гоночный прототип автомобиля для гонок FIA GT 1997 года.

#### Болиды Formula 1
Mercedes MGP W01 — гоночный болид формулы-1 в сезоне 2010.
Mercedes MGP W02 — гоночный болид формулы-1 в сезоне 2011.
Mercedes F1 W03 — гоночный болид формулы-1 в сезоне 2012.
Mercedes AMG F1 W04 — гоночный болид формулы-1 в сезоне 2013.
Mercedes F1 W05 Hybrid — гоночный болид формулы-1 в сезоне 2014.
Mercedes F1 W06 Hybrid — гоночный болид формулы-1 в сезоне 2015.
Mercedes F1 W07 Hybrid — гоночный болид формулы-1 в сезоне 2016.
Mercedes AMG F1 W08 EQ Power — гоночный болид формулы-1 в сезоне 2017.
Mercedes AMG F1 W09 EQ Power — гоночный болид формулы-1 в сезоне 2018.
Mercedes AMG F1 W10 EQ Power — гоночный болид формулы-1 в сезоне 2019.
Mercedes-AMG F1 W11 EQ Power — гоночный болид формулы-1 в сезоне 2020.
Mercedes-AMG F1 W12 EQ Power — гоночный болид формулы-1 в сезоне 2021.
Mercedes-AMG F1 W13 EQ Power — гоночный болид формулы-1 в сезоне 2022.
Mercedes-AMG F1 W14 EQ Power — гоночный болид формулы-1 в сезоне 2023.

#### Болиды Formula E
Mercedes-EQ Silver Arrow — гоночный болид формулы E в сезоне 2019/2020.
Mercedes-EQ Silver Arrow 02 — гоночный болид формулы E в сезоне 2020/2021.

### Значимые автомобили

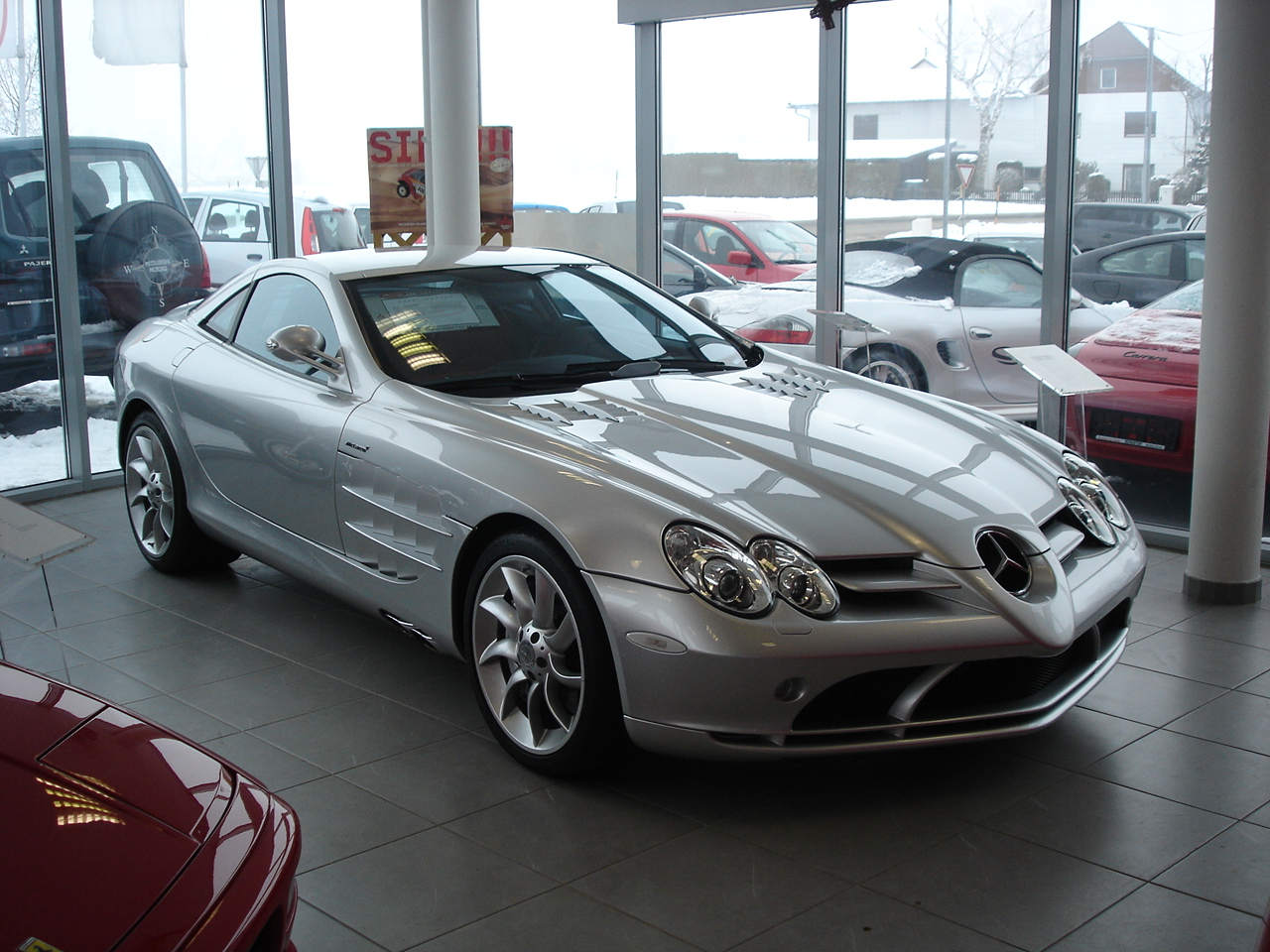
Mercedes-Benz SLR McLaren

- 1928: Mercedes-Benz SSK — легендарный гоночный автомобиль
- 1930: 770 «Grosser Mercedes» — торжественный и церемониальный автомобиль
- 1934: 500 K
- 1936: 260 D — первый дизельный автомобиль в мире
- 1938: W125 Rekordwagen — победитель рекордов скорости
- 1939: Mercedes-Benz T80 — должен был установить рекорд скорости на земле
- 1953: модели «Ponton»
- 1954: 300SL «Gullwing»
- 1959: «Fintail» модели
- 1960: 220SE Кабриолет
- 1963: 600 «Grand Mercedes» — один из самых престижных лимузинов XX века
- 1963: Mercedes-Benz 230SL "Pagoda"
- 1965: Mercedes-Benz S-класс
- 1966: 300SEL 6.3
- 1969: Mercedes-Benz C111 — экспериментальный автомобиль
- 1972: Mercedes-Benz W107 350SL
- 1974: 450SEL 6.9
- 1974: 240D
- 1975: 280
- 1976: 300D
- 1979: 500SEL и появление внедорожников G-класса
- 1983: 190E 2.3-16 — спортивный автомобиль для участия в гонках DTM
- 1984: W124
- 1990: W124 500E — результат совместной работы Daimler AG и Porsche
- 1991: 600SEL
- 1993: появление C-класса
- 1995: Mercedes-Benz Lotec C1000 — 1000-сильный гиперкар, построенный совместно с компанией Lotec.
- 1995: Mercedes-Benz C43 AMG — первый автомобиль, тюнингованный AMG в Аффальтербах после слияния компаний в 1998 году
- 1995: Mercedes-Benz SL73 AMG — самый большой двигатель Mercedes-Benz, 7,3 л V12
- 1996: Mercedes-Benz SL60 AMG — очень редкий 6,0 л. V8, 408 л. с.
- 1996: Mercedes-Benz RENNtech E7.4RS — самый быстрый дорожный седан конца 1990-х годов
- 1996: Mercedes-Benz CL-класс купе 1996-2013
- 1997: Mercedes-Benz M-класс
- 1998: Mercedes-Benz CLK GTR
- 2004: Mercedes-Benz CLK DTM AMG
- 2004: Mercedes-Benz SLR McLaren — суперкар, появившийся в результате сотрудничества Mercedes-Benz и McLaren Automotive
- 2004: Mercedes-Benz CLS
- 2007: W211 E320, GL320 Bluetec, ML320 Bluetec, R320 Bluetec — первая серийная экологическая и топливно-эффективная дизельная версия W211
- 2008: Mercedes-Benz CLC-класс лифтбэк 2008-2010
- 2010: Mercedes-Benz SLS AMG
- 2013: Mercedes-Benz CLA-класс
- 2016: Mercedes-AMG GT
- 2017—2018 Mercedes-Benz E-Class седан 2017 — модель E 400 (электрокар) топливной версии не существует.
- 2019: Mercedes-Benz EQ Silver Arrow 01 — первый гоночный болид для участия в гонках «Формула Е».
- 2022: Mercedes AMG One — гиперкар, тиражом в 275 штук.

### Концепт-кары

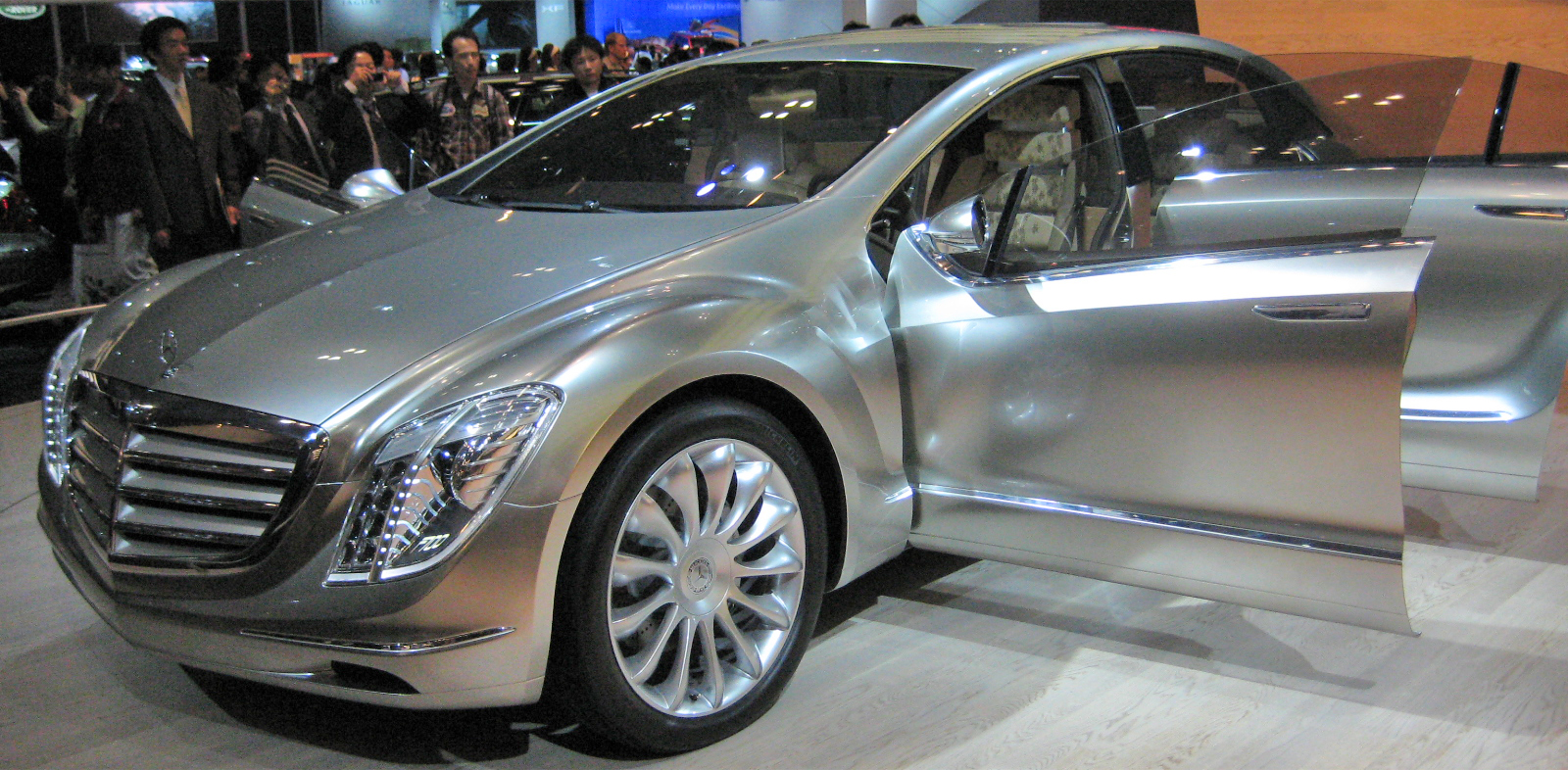
Концепт-кар Mercedes-Benz F700

- Mercedes-Benz C111 — серия экспериментальных спорткаров с плавником на корме.
- Mercedes-Benz Auto 2000 — экспериментальный экономичный 4-дверный седан, представленный на Франкфуртском автосалоне в 1981 году.
- Mercedes-Benz NAFA — концептуальный городской микроавтомобиль.
- Mercedes-Benz C112 — концептуальный спорткар, ставший прототипом для отработки электронных технологий.
- Mercedes-Benz F100 — концептуальный минивэн, представленный в 1991 году.
- Mercedes-Benz F200 Imagination — 2-дверное купе, представленное в 1996 на Парижском автосалоне.
- Mercedes-Benz F300 Life Jet — 3-колёсный автомобиль/мотоцикл, показанный в 1997 году на Франкфуртском автосалоне.
- Mercedes-Benz Vario Research Car — 4 автомобиля в одном.
- Mercedes-Benz Vision SLR — прототип Mercedes-Benz SLR McLaren, представленный в 1999 году на Североамериканском автосалоне.
- Mercedes-Benz Vision SLA — открытая версия Vision SLR, показанная в 2000 на Североамериканском автосалоне.
- Mercedes-Benz F400 Carving — 2-местный родстер, показанный в 2002 на Токийском автосалоне.
- Mercedes-Benz Vision GST — минивэн, прототип R-класса, представленный в 2002 на Североамериканском автосалоне.
- Mercedes-Benz F500 Mind — 4-дверный седан, представленный в 2003 году на Токийском автосалоне.
- Mercedes-Benz F600 Hygenius — компактный автомобиль 2005 года на топливных элементах.
- Mercedes-Benz Bionic — автомобиль с низким коэффициентом аэродинамического сопротивления, показанный в 2005 на симпозиуме инноваций DaimlerChrysler в Вашингтоне, в основу дизайна которого легла тропическая рыбка.
- Mercedes-Benz Ocean Drive — 4-дверный кабриолет на базе S600.
- Mercedes-Benz F700 — большой престижный 4-местный седан с экспериментальным экономичным бензино-дизельным двигателем.
- Mercedes-Benz Vision GLK — прототип GLK-класса с двигателем BlueTEC.
- Mercedes-Benz ConceptFASCINATION — трёхдверный концептуальный универсал (Shooting Brake).
- Mercedes-Benz BlueZERO — серия из трёх концепт-каров (BlueZero E-Cell, BlueZero E-Plus Cell и BlueZero F-Cell), отражающая подход марки к экологически чистым автомобилям, представленная в 2009 году.
- Mercedes-Benz F-Cell Roadster — концепт-кар по мотивам Benz Patent-Motorwagen 1886 года.
- Mercedes-Benz ESF 2009 — экспериментальный автомобиль повышенной безопасности, построенный на базе Mercedes-Benz S400 Hybrid.
- Mercedes-Benz F800 Style — концепт, представляющий нити развития «экологичного Мерседеса» — дизельный гибрид и с водородной установкой.
- Mercedes-Benz AMG Vision Gran Turismo — концепт спорткара из игры Gran Turismo 6.
- Mercedes-Benz F125! — концепт, представленный к 125-летию марки Mercedes-Benz.
- Mercedes-Benz Concept IAA — автомобиль с повышенной аэродинамической эффективностью, представленный в 2015 году.
- Mercedes-Maybach Vision 6 — первый концептуальный роскошный электрокар в кузове купе от восстановленного бренда Maybach.
- Vision Urbanetic Mercedes-Benz — универсальная четырёхколёсная платформа с беспилотным управлением и электрической двигательной установкой.
- Mercedes-Benz VISION AVTR — гиперкар, представленный в 2020 году на выставке CES-2020. Дизайнеры автомобиля вдохновлялись фильмом «Аватар»
- Mercedes-Benz VISION EQXX — четырёхместный электромобиль заряжается от солнца, а его бортовая электроника работает под управлением импульсных нейронных сетей.

### Автобусы

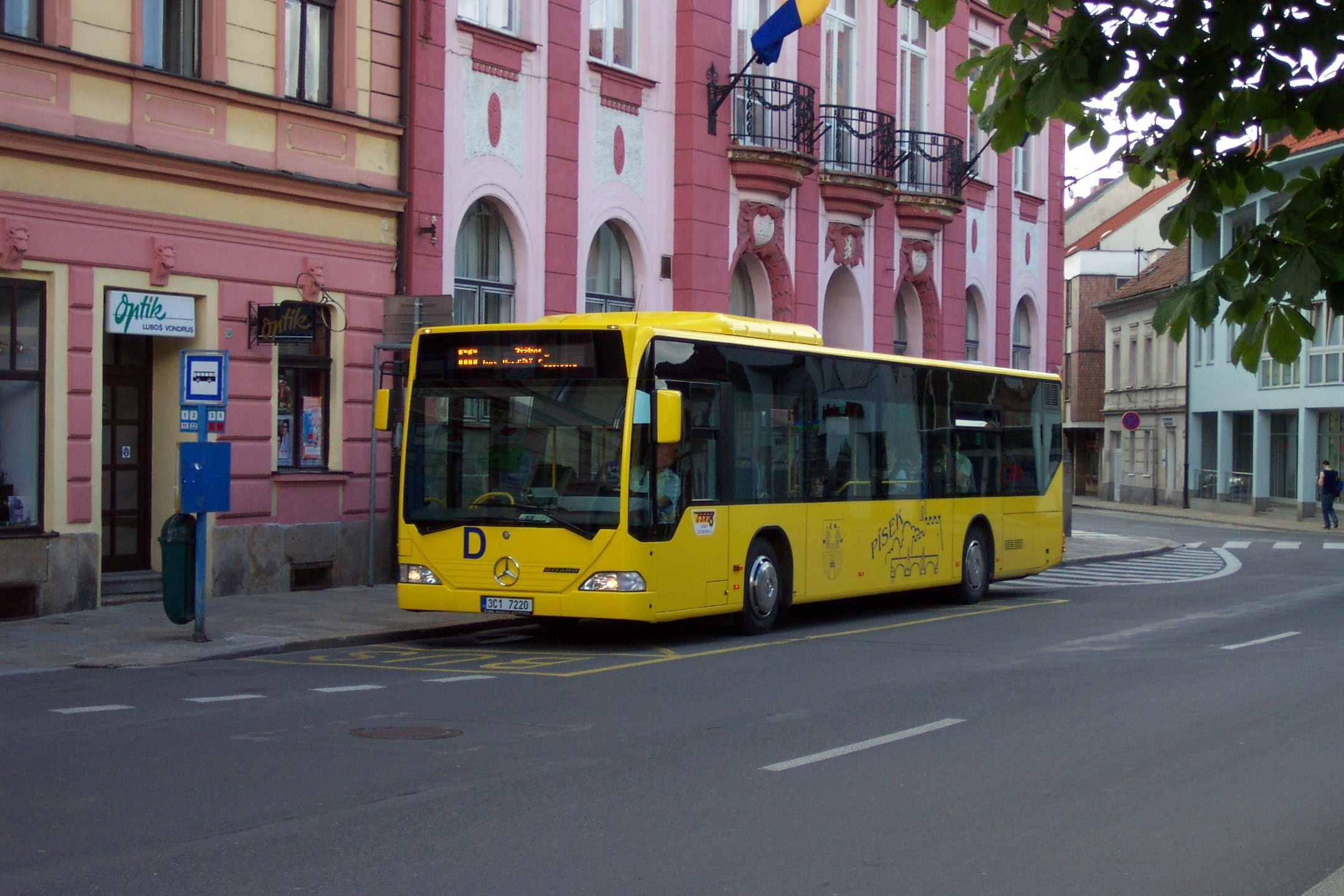
Mercedes-Benz Citaro

Помимо выпуска легковых автомобилей компания Mercedes-Benz также производит автобусы, преимущественно для стран Европы и Азии.
Первым заводом, построенным вне Германии после Второй мировой, стал завод в Аргентине. На нём первоначально собирали грузовики, многие из которых впоследствии были модифицированы в автобусы, обычно называемые Colectivo. На сегодняшний день на заводе собирают автобусы, грузовые автомобили и Sprinter Van.
Модельный ряд автобусов Mercedes-Benz включает все современные классы автобусов:
- мини-автобусы: Sprinter, Medio;
- городские модели: Cito, Ayco, Marcopolo, Citaro, Conecto (модификации C,G,O), Capacity;
- пригородные: Integro (серии H, L), Citaro (модификации U, LU, GU, MU), Conecto (модификации U, H, E);
- туристические: Tourino, Travego (модификации RH, RHD, L, M), Tourismo (RHD, SHD), Tourrider (RHD), Intouro (RH, RHD), Busstar (RHD).

Предыдущие модели, снятые с производства:
- мини-автобусы: O309, O319, TN, T2, Vario;
- городские модели: O302, O305, O317, O325, O345, O405;
- пригородные: O302, O303, O305/O307, O325, O345, O405/O407;
- туристические: O302, O303, O370, O371, O404.

### Фургоны

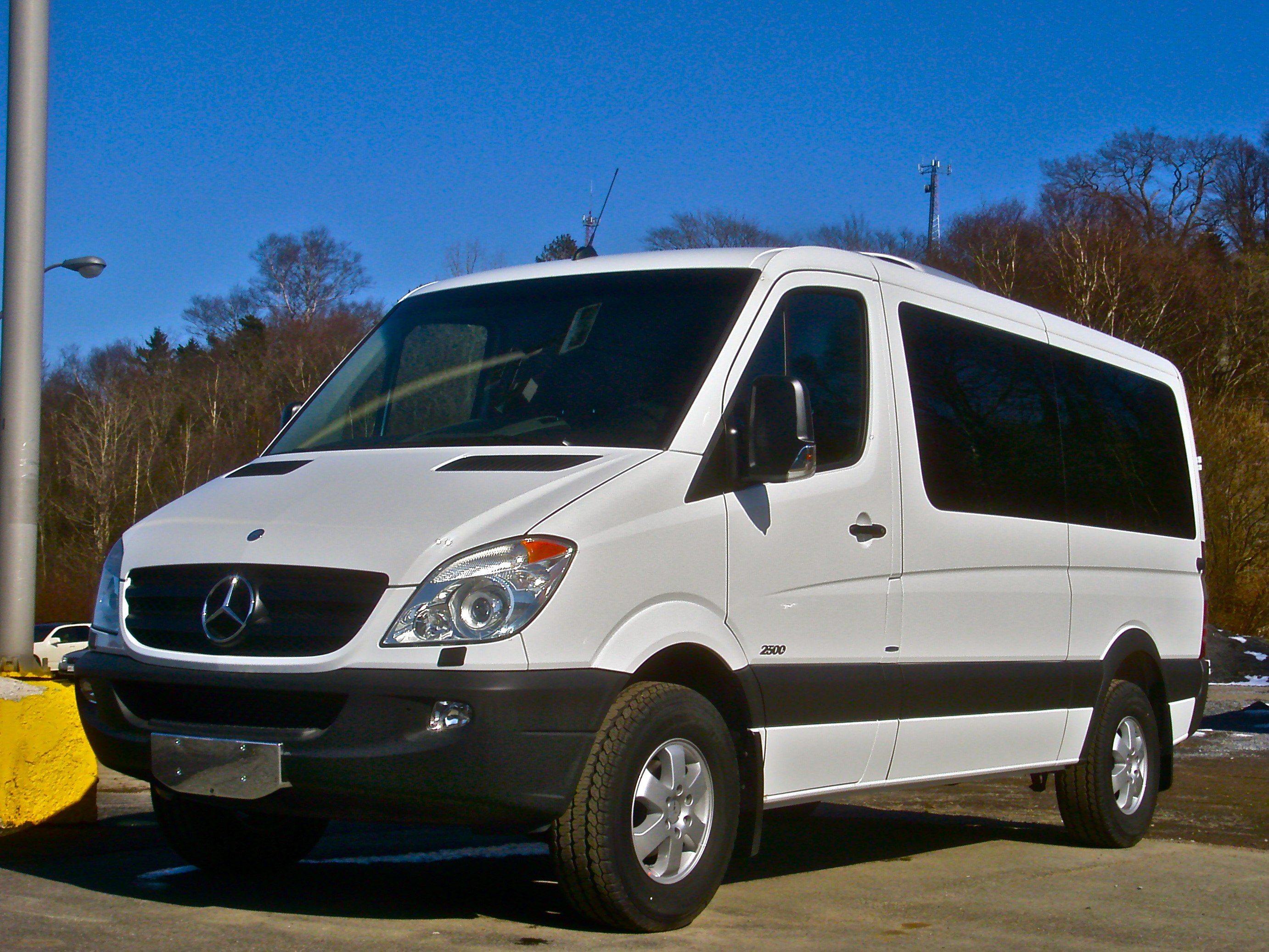
Mercedes-Benz Sprinter

Компания Mercedes-Benz производит широкую гамму фургонов.
На сегодняшний день выпускаются:
- Mercedes-Benz Citan — компактный фургон/минивэн.
- Mercedes-Benz Vito — малоразмерный фургон, основанный на базе Mercedes-Benz Viano с грузоподъёмностью около тонны.
- Mercedes-Benz Sprinter — среднеразмерный фургон грузоподъёмностью от 2 до 6 тонн (в США и Канаде выпускается под маркой Dodge с названием Freightliner Sprinter Vito. Совместное производство.)
  - Sprinter 414/416CDI «Скорая помощь».
  - Sprinter 316CDI light «Скорая помощь».

Предыдущие модели, снятые с производства:
- Mercedes-Benz TN или T1 — среднеразмерный фургон, предшественник Sprinter.
- Mercedes-Benz Vaneo — компактный фургон.
- Mercedes-Benz T2 — полноразмерный фургон, предшественник Vario.
- Mercedes-Benz L206 — среднеразмерный фургон, предшественник TN.
- Mercedes-Benz L319 — полноразмерный фургон, предшественник T2.
- Mercedes-Benz MB100 — малоразмерный фургон, предшественник Vito.
- Mercedes-Benz N1000 — малоразмерный фургон, предшественник MB100.
- Mercedes-Benz Vario — полноразмерный фургон с грузоподъёмностью, сравнимой с малотоннажными грузовыми автомобилями (7,5 т).

### Грузовые автомобили

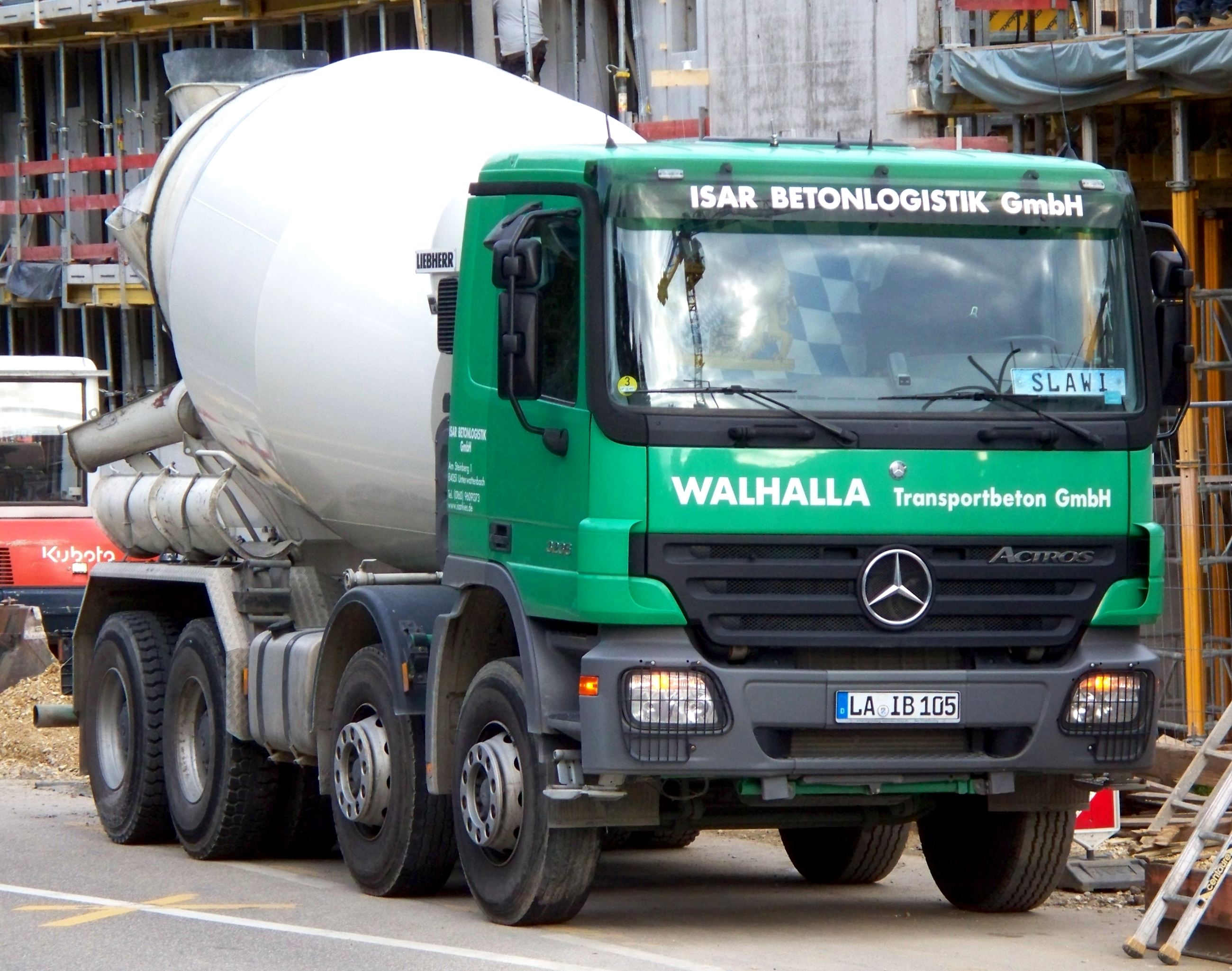
Автобетоносмеситель на шасси Mercedes-Benz Actros

На данный момент компания предлагает следующую гамму грузовых автомобилей:
- Mercedes-Benz Accelo — серия среднетоннажных грузовых автомобилей с обтекаемой кабиной и агрегатами Sprinter и Vario.
- Mercedes-Benz Atego — серия среднетоннажных грузовых автомобилей (грузоподъёмность 7—16 тонн).
- Mercedes-Benz Atron — серия крупнотоннажных капотных грузовых автомобилей (грузоподъёмность 6,5—15 тонн).
- Mercedes-Benz Axor — серия крупнотоннажных грузовых автомобилей (грузоподъёмность 18—26 тонн), может комплектоваться седельным устройством для полуприцепов.
- Mercedes-Benz Arocs — серия крупнотоннажных грузовых автомобилей, призванная заменить серии Actros и Axor.
- Mercedes-Benz Antos — серия крупнотоннажных грузовых автомобилей, унаследовавшая от Actros системы безопасности.
- Mercedes-Benz Actros — серия крупнотоннажных грузовых автомобилей и седельных тягачей (грузоподъёмность 18—50 тонн). Военная версия Mercedes Actros 3341 поставлялась для ракетных пусковых установок с кассетными бомбами для Грузии в 2007—2008 годах[58].
- Mercedes-Benz Econic — низкорамная версия Axor для мусоровозов или узкоспециализированного применения.
- Mercedes-Benz Unimog — универсальный грузовой автомобиль для специального использования (имеется широкая гамма дополнительного навесного оборудования) и транспортировки в экстремальных условиях.
- Mercedes-Benz Zetros — грузовой автомобиль для работы в условиях экстремального бездорожья.
- 1828L (F581) — передвижной центр чрезвычайных ситуаций.
- 1517L — передвижной центр чрезвычайных ситуаций.

Предыдущие модели, снятые с производства:
- Mercedes-Benz "Kurzhauber" — серия среднетоннажных грузовых автомобилей, предшествует серии LP.
- Mercedes-Benz S2000 — серия среднетоннажных грузовиков-вездеходов, предшественник Zetros. (грузоподъёмность 4-12 тонн)
- Mercedes-Benz Lo 2000 — серия среднетоннажных грузовых автомобилей (грузоподъёмность 2 тонны)
- Mercedes-Benz LN или LK — серия среднетоннажных грузовых автомобилей (грузоподъёмность 6,5-15 тонн), предшествует серии Atego.
- Mercedes-Benz LP — серия крупнотоннажных грузовых автомобилей, предшествует сериям LN и NG.
- Mercedes-Benz L3250/L4500 — серия среднетоннажных грузовых автомобилей, предшествует серии LN.
- Mercedes-Benz MB700 — серия среднетоннажных грузовых автомобилей, предшествует серии Accelo.
- Mercedes-Benz NG — серия крупнотоннажных грузовых автомобилей, предшествует серии SK.
- Mercedes-Benz SK — серия крупнотоннажных грузовых автомобилей, предшествует серии Actros.

### Сельхозхозяйственная техника
Помимо грузовой техники, Mercedes-Benz также предлагал линейку сельскохозяйственной продукции.

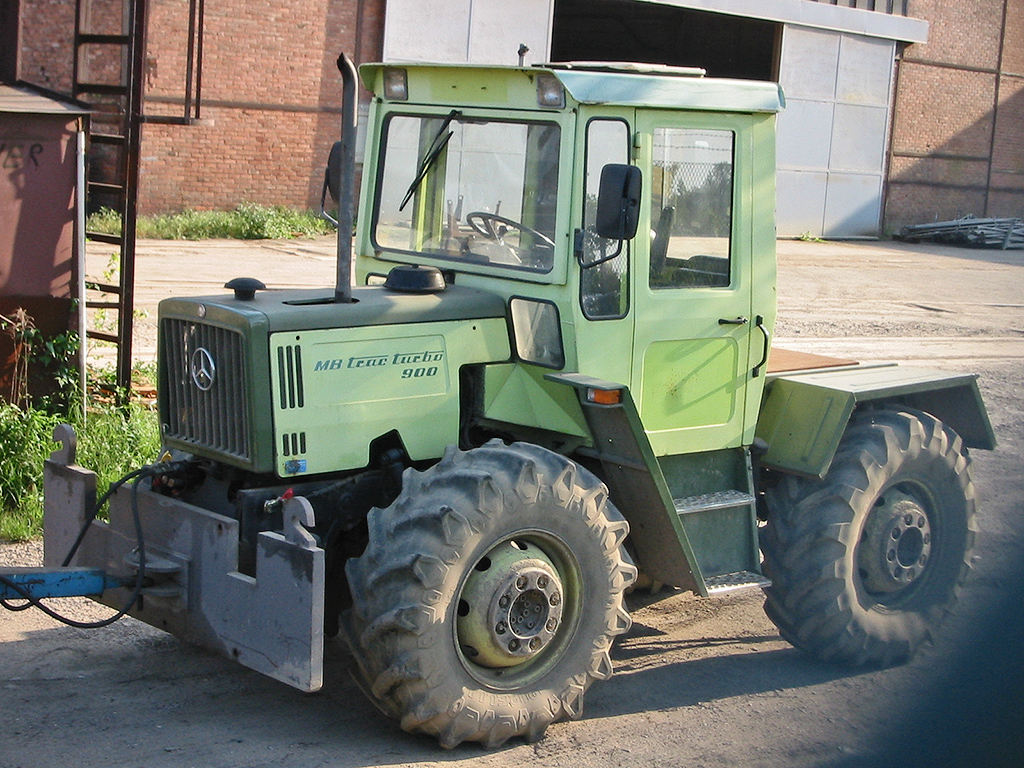
Mercedes-Benz MB-Trac 900

- Mercedes-Benz MB-Trac — серия сельскохозяйственных тракторов.

## География производства
География производства концерна весьма обширна. Автомобили Mercedes-Benz производятся или собираются в следующих странах:
| Завод                    | Модели                                                                                                  |
| Германия, Бремен         | C-Класс, E-Класс, GLС, SLС, SL                                                                          |
| Германия, Зиндельфинген  | E-, S-Классы, CLS, Mercedes-Maybach S-Класс, Mercedes-AMG GT                                            |
| Германия, Раштатт        | GLA |
| Австрия, Грац            | G-класс                                                                                                 |
| Венгрия, Кечкемет        | B-Класс, CLA, GLA                                                                                       |
| Финляндия, Уусикаупунки  | A-, B-Классы, GLA                                                                                       |
| Россия, Есипово*         | Е-Класс, SUV, тягачи для длинномерных грузовых автомобилей                                              |
| США, Таскалуса           | C-Класс, GLE, GLS                                                                                       |
| Мексика, Агуаскальентес  | А-класс                                                                                                 |
| Бразилия, Ирасемаполис   | С-Класс, GLA                                                                                            |
| ЮАР, Ист-Лондон          | С-Класс                                                                                                 |
| Индия, Пуна              | A-, B-, C-, E-, S-Классы, SLC, GLS, C 63 AMG, E 63 AMG, GLS 63 AMG, GLE 63 AMG, CLA 45 AMG и SLС 43 AMG |
| Китай, Пекин             | С-, E-Классы, GLC, GLA                                                                                  |
| Таиланд, Бангкок         | A-, С-, Е-, S-Классы                                                                                    |
| Вьетнам, Хо Ши Мин       | GLA, GLC, GLE, GLS                                                                                      |
| Малайзия, Пекан          | С-, Е,-S-Классы, GLC                                                                                    |
| Индонезия, Джакарта      | С-, Е-, S-Классы, GLE, GLS, Axor                                                                        |
| Турция, Стамбул          | Travego, Tourismo, Conecto                                                                              |
| Вёрт-ам-Райн, Германия   | Actros, Zetros, Arocs, Atego, Unimog                                                                    |
| Минас-Жерайс, Бразилия   | Accelo, Axor, Atego, Actros                                                                             |
| Набережные Челны, Россия | Actros, Arocs, Axor                                                                                     |
| Сан-Паулу, Бразилия      | Atron                                                                                                   |
| Франция, Мобёж           | T-, Citan                                                                                               |
| Франция, Страсбург       | Econic                                                                                                  |

- В марте 2022 года компания последней из европейских автопроизводителей приостановила экспорт и производство своих автомобилей в России на фоне боевых действий на Украине[60].

## Тюнинг

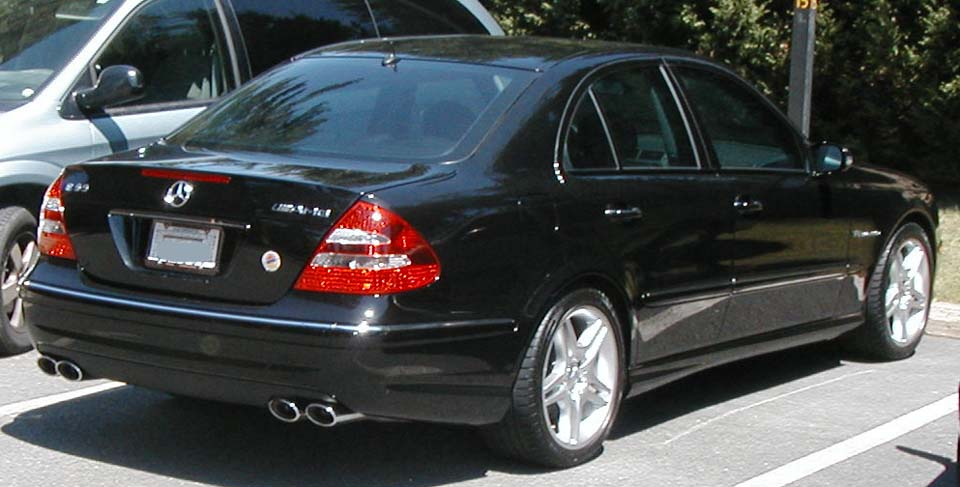
Mercedes-Benz E55 AMG

Автомобили марки Mercedes-Benz популярны среди требовательных покупателей, поэтому большое число компаний занимается настройкой и доводкой автомобилей данного бренда.
Среди наиболее известных фирм можно выделить следующие:
- AMG — официальное тюнинговое подразделение компании, специализирующееся на высокопроизводительных модификациях заводских моделей марки. Двигатели AMG собираются вручную и оснащаются ярлыком с подписью инженера, работавшего над силовым агрегатом. 100 % акций предприятия находятся во владении концерна Daimler AG с 1999 года.
- Brabus — немецкое тюнинговое ателье, входящее в часть концерна Mercedes-Benz Group AG[61], при этом не является официальным тюнинг ателье Mercedes-Benz, но специализирующееся в первую очередь на автомобилях марки Mercedes-Benz, а также других, выпускаемых концерном Mercedes-Benz Group, автомобилях, таких как Maybach и Smart.
- Carlsson Autotechnik — немецкая компания, один из ведущих мировых тюнеров в области стайлинга автомобилей.
- RENNtech — тюнинг-ателье из Флориды, США, основанное в 1989 году Хартмутом Фейхлом, бывшим работником подразделения AMG.
- Lorinser — немецкое ателье, специализирующееся на модификации внешнего вида автомобилей, а также программах по улучшению производительности двигателей.
- Kleemann — компания из Дании, специализирующаяся на доработке моделей от Mercedes-Benz.

## Mercedes-Benz Center

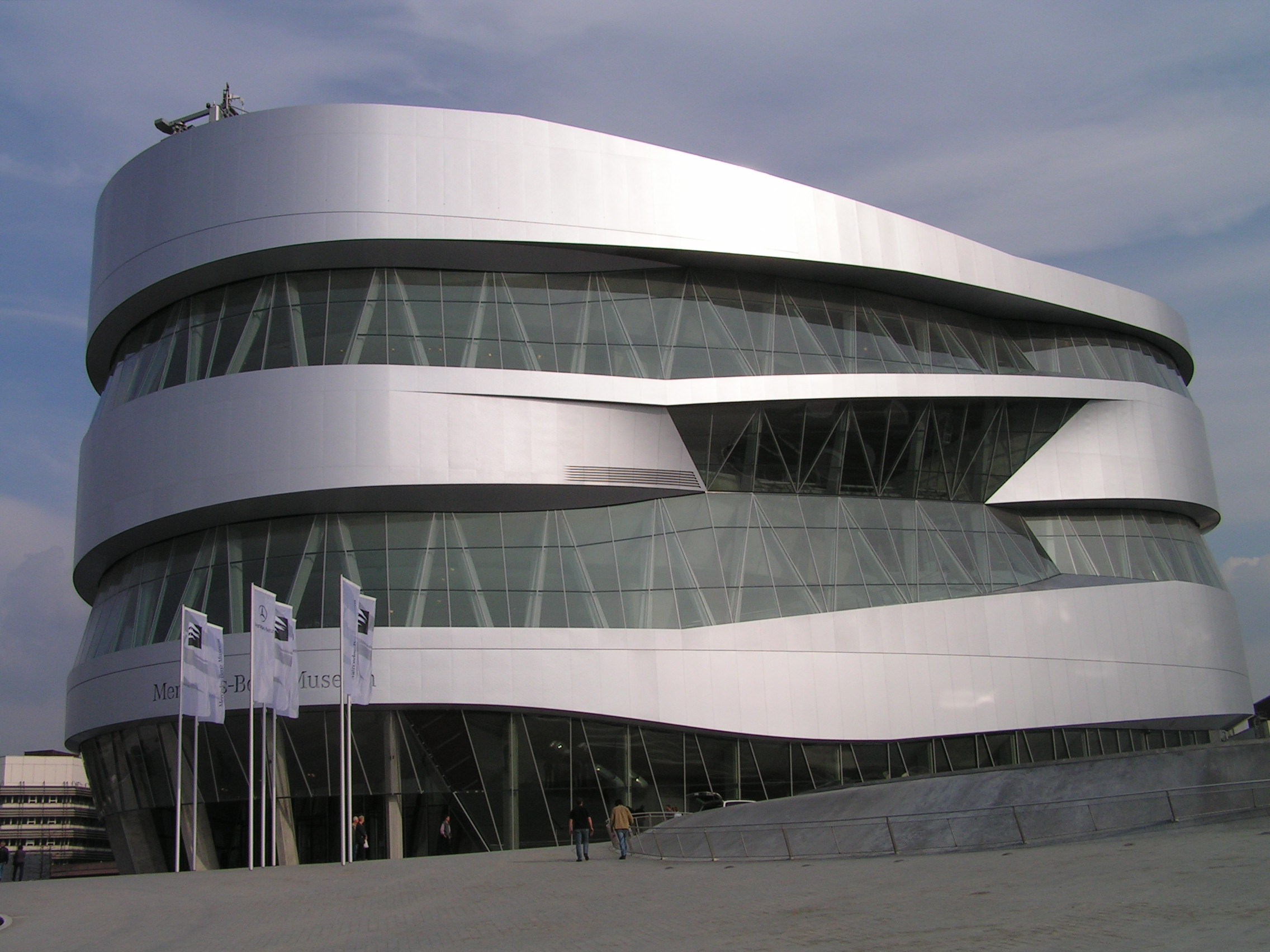
Музей Mercedes-Benz

Mercedes-Benz Center — большой комплекс учреждений, самое значимое из которых — музей Mercedes-Benz — является автомобильным музеем, расположенным в городе Штутгарт (родина марки), Германия. В комплекс также входит штаб-квартира компании. К Mercedes-Benz Center можно отнести Мерседес-Бенц-Арену, являющуюся домашним стадионом футбольного клуба Штутгарт. Здание, которое стоит сразу за главными воротами фабрики Daimler AG в Штутгарте-Унтертюркхайме, было разработано компанией UNStudio. Общими очертаниями здание высотой 47,5 м снаружи и внутри напоминает переплетающиеся ленты молекулы ДНК. Музей открылся 19 мая 2006 года.
Впервые музей Mercedes-Benz был открыт в 1936 году в честь 50-летнего юбилея изобретения автомобиля. По прошествии 25 лет музей был расширен и переехал в новое здание на территории завода в Унтертюркхайме. 100-летний юбилей дал толчок к последнему крупному обновлению коллекции.
В 2009 году, спустя 3 года после открытия, за свою архитектуру музей получил премию Гуго Гэринга. Этой премией, присуждаемой раз в три года, награждаются образцовые здания в Баден-Вюртемберге.

## Медиа

### Печатные издания

#### Mercedes-Benz Magazin
Компания Mercedes-Benz выпускает собственный иллюстрированный журнал под названием «Mercedes-Benz Magazin». В издании рассказывается о последних новостях компании, новых моделях, инновационных разработках, а также о самых ярких событиях в мире Mercedes-Benz, науки, дизайна и искусства. Первый номер журнала на русском языке вышел в июле 2002 года. Российская версия издаётся московским представительством концерна Daimler AG. Журнал является частью единой международной программы концерна по развитию взаимоотношений с клиентами. Издание стало 19 национальным изданием концерна Daimler AG. В феврале 2004 года во время проведения 5-й церемонии награждения премиями «Автомобильный журналист года» журнал Mercedes стал лучшим корпоративным изданием.
Тираж составляет 30 000 экземпляров. Структура распространения выглядит следующим образом:
- 17 000 экземпляров (57 %) рассылается покупателям автомобилей марки Mercedes-Benz, которые совершили покупку в период за последние три года и выразили желание получать печатное издание, заполнив анкету;
- 8000—9000 экземпляров (28 %) поставляется в салоны официальных дилеров;
- 2000—3000 экземпляров (8 %) распространяется на мероприятиях, спонсируемых компанией «Мерседес-Бенц РУС» (1-2 крупных мероприятия ежемесячно);
- 2000 экземпляров (7 %) отправляется корпоративным клиентам (министерства, ведомства, крупнейшие компании).

Журнал выходит четыре раза в год и распространяется среди клиентов компании. Архив изданных номеров доступен в электронной версии на официальном сайте компании.

#### Mercedes-Benz Classic
Журнал «Mercedes-Benz Classic» был создан в качестве печатного издания более 15 лет назад. Его центральными темами являются традиции и уникальная история бренда Mercedes-Benz. Издание рассматривает исторические и классические автомобили, печатает ранее не издававшиеся фотографии, интервью, отчёты и мысли редакторов. Кроме того, в журнале освещаются спортивные события в автомобильном мире, в которых участвуют автомобили марки и рассказывается о выпуске новых моделей. Все статьи сопровождаются экспертами и насыщены эксклюзивной, специализированной информацией из архивов.
Тираж журнала составляет:
- 75 000 (на немецком языке)
- 40 000 (на английском языке)
- 22 000 для США (на английском языке)

#### Mercedes-Benz Transport
Журнал «Mercedes-Benz Transport» посвящён коммерческой технике марки: грузовикам, малотоннажным автомобилям, специальной технике, а также послепродажному обслуживанию и аксессуарам. Издание знакомит читателей с новой продукцией, услугами и особенностями эксплуатации коммерческих автомобилей.
Издание выходит на русском языке 4 раза в год.

### Mercedes-Benz TV
12 июля 2007 года компания Mercedes-Benz запустила вещание собственного интернет-телевидения. Премьерный показ состоялся с открытия Берлинской недели моды Mercedes-Benz. Канал, вещающий на немецком и английском языках, создан с целью задать новые стандарты в сфере онлайн-коммуникации между автопроизводителем и клиентами. В рамках вещания проводятся еженедельные обозрения, информирующее зрителей об истории, новостях и фактах из жизни автомобильной марки, освещается участие компании в автосалонах, мировые премьеры новых моделей марки и прочие события. Ведущая — Таня Бютлер
Mercedes-Benz TV станет новым, живым и эмоциональным каналом общения нашей марки с клиентами и всеми заинтересованными лицами. С информационной точки зрения наше интернет-телевидение задаёт новые стандарты как в плане содержания, так и в плане формы, передавая очарование и легендарный дух звёздной марки.д-р Олаф Гёттгенс, вице-президент подразделения Brand Communications Mercedes-Benz Passenger Cars
15 ноября 2008 года стартовала обновлённая версия сервиса — Mercedes-Benz TV 2.0.

### В сувенирной и игровой продукции
Модели в различных масштабах и уровне детализации выпускаются многими фирмами, такими как AUTOArt, Minichamps, Altaya и другими. Также во Франции с 1 августа 2007 года выходит журнальная серия, целиком посвящённая автомобилям марки — La légende MERCEDES-BENZ («Легенда Mercedes-Benz»).
Многие гоночные компьютерные игры представляют возможность управлять автомобилями марки Mercedes-Benz. Среди них можно выделить:
- Большое число выпусков серии Need for Speed (Most Wanted, Carbon, Rivals, 2015 и другие)
- Mercedes-Benz Truck racing — гонки на грузовиках.
- Mercedes-Benz World Racing — гоночная аркада с большим числом легковых автомобилей марки.
- Mercedes-Benz CLC Dream Test Drive — промоигра, созданная в поддержку Mercedes-Benz CLC-класса.

### Спонсорство
Приоритетным направлением для спонсорской поддержки немецкий автоконцерн считает футбол. Компания является генеральным партнёром «бундестим» — сборной Германии по футболу, кроме того «Мерседес» является спонсором футбольного клуба «Штутгарт» и титульным спонсором его стадиона — Mercedes-Benz Arena.
Nintendo для продвижение выхода Mario Kart 8, спонсировалась Мерседесом, чтобы использовать три своих автомобиля в своей истории: Mercedes-Benz GLA 2014 года, SL 300 Roadster 1957 года и W25 Silver Arrow 1934 года в качестве картов в игре. В рамках партнёрства Марио, Луиджи и Пич появились в японской рекламе Mercedes-Benz GLA в 2014 году.

## Судебные разбирательства
В сентябре 2021 года на компанию подала в суд Германская природоохранная организация Deutsche Umwelthilfe (DUH). Исковое требование — снизить выбросы углекислого газа от их автомобилей и закончить выпуск машин с двигателями внутреннего сгорания к 2030 году. Несмотря на соответствующие правовые акты компания отказалась выполнять эти требования, чем и спровоцировала судебные разбирательства.